# Llista de masies del Vallès Oriental - Depressió Prelitoral
Llista de masies i altres construccions relacionades dels municipis de la Depressió Prelitoral a la comarca del Vallès Oriental (municipis de Canovelles, Cardedeu, les Franqueses del Vallès, Granollers, Mollet del Vallès, Montmeló i Parets del Vallès) ordenades per municipi.
Informació actualitzada per un bot. Els canvis manuals es perdran quan s'actualitzi!
| imatge | Nom                               | instància de                  | Municipi                  | Elevació s.n.m. en m | estat de conservació  | coordenades | Protecció                                            | Commons (més fotos)                             | WD                            |
| ------ | --------------------------------- | ----------------------------- | ------------------------- | -------------------- | --------------------- | --- | ---------------------------------------------------- | ----------------------------------------------- | ----------------------------- |
|        | Ca l'Amell Xic                    | masia                         | Canovelles                |                      |                       | 41° 37′ 36″ N, 2° 15′ 15″ E / 41.626564483036°N,2.25427682018633°E                                                          |                                                      |                                                 | Modifica les dades a Wikidata |
|        | Ca l'Estrada                      | masia                         | Canovelles                |                      |                       | 41° 37′ 20″ N, 2° 16′ 44″ E / 41.622245310322°N,2.27894653181358°E                                                          |                                                      |                                                 | Modifica les dades a Wikidata |
|        | Ca l'Isidre                       | masia                         | Canovelles                |                      |                       | 41° 38′ 04″ N, 2° 16′ 39″ E / 41.6344404985084°N,2.27742992139291°E                                                         |                                                      |                                                 | Modifica les dades a Wikidata |
|        | Can Bernat Serra                  | masia                         | Canovelles                |                      |                       | 41° 38′ 11″ N, 2° 15′ 35″ E / 41.6363355732972°N,2.25959112529306°E                                                         |                                                      |                                                 | Modifica les dades a Wikidata |
|        | Can Camps                         | masia                         | Canovelles                | 178                  | enderrocat o destruït | 41° 37′ 13″ N, 2° 16′ 31″ E / 41.62034°N,2.27534°E                                                                          | bé integrant del patrimoni cultural català           | Can Camps (Canovelles)                          | Modifica les dades a Wikidata |
|        | can Canyelles                     | masia                         | Canovelles                | 161                  |                       | 41° 37′ 39″ N, 2° 15′ 22″ E / 41.6274°N,2.25611°E                                                                           | bé integrant del patrimoni cultural català           | Can Canyelles (Canovelles)                      | Modifica les dades a Wikidata |
|        | can Colomer                       | masia                         | Canovelles                | 187                  |                       | 41° 37′ 44″ N, 2° 16′ 29″ E / 41.62889°N,2.27476°E                                                                          | bé cultural d'interès local                          | Can Colomer (Canovelles)                        | Modifica les dades a Wikidata |
|        | Can Duran                         | masia                         | Canovelles                |                      |                       | 41° 37′ 33″ N, 2° 16′ 34″ E / 41.6257394524372°N,2.27597849721387°E                                                         |                                                      |                                                 | Modifica les dades a Wikidata |
|        | Can Ferran                        | masia                         | Canovelles                |                      |                       | 41° 37′ 15″ N, 2° 16′ 49″ E / 41.6207946736257°N,2.28030709641691°E                                                         |                                                      |                                                 | Modifica les dades a Wikidata |
|        | Can Fornets                       | masia                         | Canovelles                |                      |                       | 41° 38′ 04″ N, 2° 15′ 58″ E / 41.6344681547527°N,2.26615584411506°E                                                         |                                                      |                                                 | Modifica les dades a Wikidata |
|        | Can Fusteret                      | masia                         | Canovelles                |                      |                       | 41° 38′ 21″ N, 2° 15′ 20″ E / 41.6391640275036°N,2.25544034562418°E                                                         |                                                      |                                                 | Modifica les dades a Wikidata |
|        | Can Girbau del Sot                | masia                         | Canovelles                |                      |                       | 41° 38′ 19″ N, 2° 15′ 46″ E / 41.6386161123788°N,2.26266280475621°E                                                         |                                                      |                                                 | Modifica les dades a Wikidata |
|        | Can Gurgui                        | masia                         | Canovelles                |                      |                       | 41° 37′ 23″ N, 2° 16′ 11″ E / 41.62316°N,2.26986°E                                                                          | bé integrant del patrimoni cultural català           |                                                 | Modifica les dades a Wikidata |
|        | Can Jovençà                       | masia                         | Canovelles                |                      |                       | 41° 38′ 01″ N, 2° 15′ 33″ E / 41.6337293720235°N,2.25910469429658°E                                                         |                                                      |                                                 | Modifica les dades a Wikidata |
|        | Can Lamaro                        | masia                         | Canovelles                |                      |                       | 41° 37′ 12″ N, 2° 16′ 00″ E / 41.6201227692569°N,2.26663059769897°E                                                         |                                                      |                                                 | Modifica les dades a Wikidata |
|        | Can Magarola                      | masia                         | Canovelles                |                      |                       | 41° 37′ 29″ N, 2° 16′ 41″ E / 41.62472°N,2.27799°E                                                                          | bé integrant del patrimoni cultural català           | Can Magarola (Canovelles)                       | Modifica les dades a Wikidata |
|        | Can Marquès                       | masia                         | Canovelles                |                      |                       | 41° 38′ 03″ N, 2° 15′ 18″ E / 41.63428°N,2.25497°E                                                                          | bé integrant del patrimoni cultural català           | Can Marques (Canovelles)                        | Modifica les dades a Wikidata |
|        | Can Pelots                        | masia                         | Canovelles                |                      |                       | 41° 37′ 09″ N, 2° 16′ 40″ E / 41.6190768539232°N,2.2778415151185°E                                                          |                                                      | Can Palots (Canovelles)                         | Modifica les dades a Wikidata |
|        | Can Pere Lleó                     | masia                         | Canovelles                |                      |                       | 41° 37′ 54″ N, 2° 16′ 44″ E / 41.6316842393821°N,2.27885335648393°E                                                         |                                                      |                                                 | Modifica les dades a Wikidata |
|        | Can Poldo                         | masia                         | Canovelles                |                      |                       | 41° 37′ 52″ N, 2° 16′ 49″ E / 41.631161506532°N,2.28023981884875°E                                                          |                                                      |                                                 | Modifica les dades a Wikidata |
|        | Can Pujades                       | masia                         | Canovelles                |                      |                       | 41° 37′ 49″ N, 2° 15′ 43″ E / 41.6303340587271°N,2.26196483617538°E                                                         |                                                      |                                                 | Modifica les dades a Wikidata |
|        | Can Serra                         | masia                         | Canovelles                |                      |                       | 41° 37′ 52″ N, 2° 15′ 43″ E / 41.6309824496542°N,2.26194543481552°E                                                         |                                                      |                                                 | Modifica les dades a Wikidata |
|        | Can Tricó                         | masia                         | Canovelles                |                      |                       | 41° 37′ 50″ N, 2° 16′ 44″ E / 41.6304321053132°N,2.2788312958839°E                                                          |                                                      |                                                 | Modifica les dades a Wikidata |
|        | Can Valls                         | masia                         | Canovelles                |                      |                       | 41° 37′ 25″ N, 2° 16′ 40″ E / 41.62348°N,2.27776°E                                                                          | bé integrant del patrimoni cultural català           | Can Valls (Canovelles)                          | Modifica les dades a Wikidata |
|        | Can Xarlet                        | masia                         | Canovelles                |                      |                       | 41° 37′ 07″ N, 2° 16′ 43″ E / 41.618721791491°N,2.27867369876617°E                                                          |                                                      |                                                 | Modifica les dades a Wikidata |
|        | Ca l'Alzina                       | masia                         | Cardedeu                  |                      |                       | 41° 38′ 58″ N, 2° 21′ 13″ E / 41.64949°N,2.35353°E                                                                          | bé cultural d'interès local                          |                                                 | Modifica les dades a Wikidata |
|        | Ca l'Andreu                       | masia                         | Cardedeu                  | 223                  |                       | 41° 39′ 03″ N, 2° 21′ 31″ E / 41.6508°N,2.35852°E                                                                           | bé integrant del patrimoni cultural català           | Ca l'Andreu (Cardedeu)                          | Modifica les dades a Wikidata |
|        | Ca l'Esmandia                     | masia                         | Cardedeu                  |                      |                       | 41° 39′ 15″ N, 2° 21′ 10″ E / 41.65407°N,2.35267°E                                                                          | bé cultural d'interès local                          |                                                 | Modifica les dades a Wikidata |
|        | Ca n'Eres Nou                     | masia                         | Cardedeu                  |                      |                       | 41° 37′ 19″ N, 2° 20′ 56″ E / 41.6219963225722°N,2.34890769667295°E                                                         |                                                      |                                                 | Modifica les dades a Wikidata |
|        | Ca n'Eres Vell                    | masia                         | Cardedeu                  |                      |                       | 41° 37′ 26″ N, 2° 20′ 44″ E / 41.62387°N,2.34551°E                                                                          | bé integrant del patrimoni cultural català           |                                                 | Modifica les dades a Wikidata |
|        | Cal Bessó                         | masia                         | Cardedeu                  |                      |                       | 41° 39′ 53″ N, 2° 21′ 13″ E / 41.6646895593693°N,2.35357075247114°E                                                         |                                                      |                                                 | Modifica les dades a Wikidata |
|        | Cal Carro                         | masia                         | Cardedeu                  |                      |                       | 41° 40′ 16″ N, 2° 20′ 58″ E / 41.6711696977986°N,2.34949358705804°E                                                         |                                                      |                                                 | Modifica les dades a Wikidata |
|        | Cal Mestres                       | masia                         | Cardedeu                  |                      |                       | 41° 40′ 25″ N, 2° 21′ 08″ E / 41.6735904043824°N,2.35229237134506°E                                                         |                                                      |                                                 | Modifica les dades a Wikidata |
|        | Cal Metge                         | masia                         | Cardedeu                  |                      |                       | 41° 40′ 23″ N, 2° 21′ 07″ E / 41.6729224936732°N,2.35204678780019°E                                                         |                                                      |                                                 | Modifica les dades a Wikidata |
|        | Cal Mundet                        | masia                         | Cardedeu                  |                      |                       | 41° 40′ 15″ N, 2° 20′ 57″ E / 41.6709244112715°N,2.34912365546008°E                                                         |                                                      |                                                 | Modifica les dades a Wikidata |
|        | Cal Paler                         | masia                         | Cardedeu                  |                      |                       | 41° 38′ 07″ N, 2° 21′ 30″ E / 41.6353433737711°N,2.35823437431058°E                                                         |                                                      |                                                 | Modifica les dades a Wikidata |
|        | Cal Ros de Sant Hilari            | masia                         | Cardedeu                  |                      |                       | 41° 40′ 07″ N, 2° 21′ 00″ E / 41.66863°N,2.3501°E                                                                           | bé cultural d'interès local                          |                                                 | Modifica les dades a Wikidata |
|        | Cal Ròstic                        | masia                         | Cardedeu                  |                      |                       | 41° 40′ 07″ N, 2° 21′ 46″ E / 41.6685149169035°N,2.36277009295112°E                                                         |                                                      |                                                 | Modifica les dades a Wikidata |
|        | Cal Turó                          | masia                         | Cardedeu                  | 182                  |                       | 41° 37′ 58″ N, 2° 21′ 51″ E / 41.632793°N,2.364296°E                                                                        |                                                      | Cal Turó (Cardedeu)                             | Modifica les dades a Wikidata |
|        | Cal Xulino                        | masia                         | Cardedeu                  |                      |                       | 41° 40′ 16″ N, 2° 21′ 05″ E / 41.6710812160535°N,2.35136850095107°E                                                         |                                                      |                                                 | Modifica les dades a Wikidata |
|        | Can Batlle-Torrent                | masia                         | Cardedeu                  | 192                  |                       | 41° 38′ 12″ N, 2° 21′ 34″ E / 41.63666°N,2.35943°E                                                                          | bé cultural d'interès local                          | Can Batlle-Torrent                              | Modifica les dades a Wikidata |
|        | Can Bellsolà                      | masia                         | Cardedeu                  | 214                  |                       | 41° 38′ 48″ N, 2° 21′ 44″ E / 41.64665°N,2.36219°E                                                                          | bé cultural d'interès local                          | Can Bellsolà                                    | Modifica les dades a Wikidata |
|        | Can Bordoi                        | masia                         | Cardedeu                  |                      |                       | 41° 39′ 22″ N, 2° 22′ 06″ E / 41.6561068384922°N,2.36834504255844°E                                                         |                                                      |                                                 | Modifica les dades a Wikidata |
|        | Can Bussillons                    | masia                         | Cardedeu                  |                      |                       | 41° 38′ 57″ N, 2° 21′ 37″ E / 41.6491079324333°N,2.36013929193155°E                                                         |                                                      |                                                 | Modifica les dades a Wikidata |
|        | Can Calau                         | masia                         | Cardedeu                  |                      |                       | 41° 39′ 39″ N, 2° 21′ 34″ E / 41.660750918946°N,2.35955561449983°E                                                          |                                                      |                                                 | Modifica les dades a Wikidata |
|        | Can Calça-ple                     | masia                         | Cardedeu                  |                      |                       | 41° 38′ 09″ N, 2° 22′ 15″ E / 41.6359445888381°N,2.37085918997406°E                                                         |                                                      |                                                 | Modifica les dades a Wikidata |
|        | Can Canyes                        | masia                         | Cardedeu                  |                      |                       | 41° 38′ 54″ N, 2° 21′ 22″ E / 41.6483469228851°N,2.35612389250042°E                                                         |                                                      |                                                 | Modifica les dades a Wikidata |
|        | Can Cuiàs                         | masia                         | Cardedeu                  |                      |                       | 41° 39′ 12″ N, 2° 21′ 45″ E / 41.6534716923036°N,2.36253407464512°E                                                         |                                                      |                                                 | Modifica les dades a Wikidata |
|        | Can Cutiró                        | masia                         | Cardedeu                  |                      |                       | 41° 39′ 33″ N, 2° 21′ 13″ E / 41.6590514118712°N,2.35362714009416°E                                                         |                                                      |                                                 | Modifica les dades a Wikidata |
|        | Can Diumer                        | masia                         | Cardedeu                  |                      |                       | 41° 38′ 33″ N, 2° 21′ 22″ E / 41.64256°N,2.35618°E                                                                          | bé cultural d'interès local                          | Can Diumer (Cardedeu)                           | Modifica les dades a Wikidata |
|        | Can Diumeró                       | masia                         | Cardedeu                  |                      |                       | 41° 39′ 37″ N, 2° 21′ 23″ E / 41.6602015471102°N,2.35634212381531°E                                                         |                                                      |                                                 | Modifica les dades a Wikidata |
|        | Can Galanet                       | masia                         | Cardedeu                  |                      |                       | 41° 39′ 41″ N, 2° 21′ 49″ E / 41.6613402873905°N,2.36350144649644°E                                                         |                                                      |                                                 | Modifica les dades a Wikidata |
|        | Can Guinard                       | masia                         | Cardedeu                  |                      |                       | 41° 39′ 06″ N, 2° 21′ 31″ E / 41.651786°N,2.358649°E                                                                        |                                                      |                                                 | Modifica les dades a Wikidata |
|        | Can Guri                          | masia                         | Cardedeu                  |                      |                       | 41° 40′ 06″ N, 2° 21′ 34″ E / 41.6683522482856°N,2.3594322321195°E                                                          |                                                      |                                                 | Modifica les dades a Wikidata |
|        | Can Jaumet                        | masia                         | Cardedeu                  |                      |                       | 41° 39′ 35″ N, 2° 21′ 32″ E / 41.65982°N,2.35887°E                                                                          | bé integrant del patrimoni cultural català           | Can Jaumet (Cardedeu)                           | Modifica les dades a Wikidata |
|        | Can Joan Guri                     | masia                         | Cardedeu                  |                      |                       | 41° 40′ 15″ N, 2° 21′ 48″ E / 41.670697517063°N,2.36328914858704°E                                                          |                                                      |                                                 | Modifica les dades a Wikidata |
|        | Can Julià Xic                     | masia                         | Cardedeu                  |                      |                       | 41° 39′ 47″ N, 2° 22′ 01″ E / 41.6630699923231°N,2.36682360447872°E                                                         |                                                      |                                                 | Modifica les dades a Wikidata |
|        | Can Leio                          | masia                         | Cardedeu                  |                      |                       | 41° 39′ 23″ N, 2° 21′ 20″ E / 41.6564237967675°N,2.35567113478377°E                                                         |                                                      |                                                 | Modifica les dades a Wikidata |
|        | Can Llaners                       | masia                         | Cardedeu                  |                      |                       | 41° 39′ 31″ N, 2° 21′ 43″ E / 41.6586118240264°N,2.36200296062517°E                                                         |                                                      |                                                 | Modifica les dades a Wikidata |
|        | Can Llança                        | masia                         | Cardedeu                  | 210                  |                       | 41° 38′ 45″ N, 2° 21′ 34″ E / 41.6457°N,2.35943°E                                                                           | bé cultural d'interès local                          | Can Llança                                      | Modifica les dades a Wikidata |
|        | can Llibre del Torrent del Llibre | masia                         | Cardedeu                  | 190                  |                       | 41° 38′ 09″ N, 2° 21′ 48″ E / 41.63593°N,2.36345°E                                                                          | bé integrant del patrimoni cultural català           | Can Llibre del Torrent del Llibre               | Modifica les dades a Wikidata |
|        | Can Llora                         | masia                         | Cardedeu                  |                      |                       | 41° 40′ 11″ N, 2° 20′ 52″ E / 41.6697098997595°N,2.34779046568982°E                                                         |                                                      |                                                 | Modifica les dades a Wikidata |
|        | Can Manent                        | masia                         | Cardedeu                  |                      |                       | 41° 38′ 21″ N, 2° 22′ 00″ E / 41.6392177621658°N,2.36658886544083°E                                                         |                                                      |                                                 | Modifica les dades a Wikidata |
|        | Can Marc                          | masia                         | Cardedeu                  |                      |                       | 41° 39′ 21″ N, 2° 21′ 21″ E / 41.655820755924°N,2.35574920606802°E                                                          |                                                      |                                                 | Modifica les dades a Wikidata |
|        | Can Martí Moret                   | masia                         | Cardedeu                  |                      |                       | 41° 39′ 18″ N, 2° 21′ 22″ E / 41.654894956316°N,2.35609471100595°E                                                          |                                                      |                                                 | Modifica les dades a Wikidata |
|        | Can Massip                        | masia                         | Cardedeu                  | 325                  |                       | 41° 39′ 07″ N, 2° 21′ 33″ E / 41.65192°N,2.35923°E                                                                          | bé cultural d'interès local                          | Can Massip                                      | Modifica les dades a Wikidata |
|        | Can Milhomes                      | masia                         | Cardedeu                  |                      |                       | 41° 39′ 27″ N, 2° 21′ 58″ E / 41.6574816983812°N,2.36612168650988°E                                                         |                                                      |                                                 | Modifica les dades a Wikidata |
|        | Can Miret                         | masia                         | Cardedeu                  | 238                  | ruïnós                | 41° 39′ 27″ N, 2° 21′ 33″ E / 41.65761°N,2.35905°E                                                                          | bé cultural d'interès local                          | Can Miret (Cardedeu)                            | Modifica les dades a Wikidata |
|        | Can Montells                      | masia                         | Cardedeu                  |                      |                       | 41° 38′ 45″ N, 2° 20′ 55″ E / 41.64579°N,2.34853°E                                                                          | bé cultural d'interès local                          | Can Montells (Cardedeu)                         | Modifica les dades a Wikidata |
|        | Can Montells Nou                  | masia                         | Cardedeu                  |                      |                       | 41° 38′ 46″ N, 2° 20′ 38″ E / 41.6461617864117°N,2.3440172283078°E                                                          |                                                      |                                                 | Modifica les dades a Wikidata |
|        | Can Moret                         | masia                         | Cardedeu                  |                      |                       | 41° 39′ 23″ N, 2° 21′ 31″ E / 41.6563415153771°N,2.35867451252722°E                                                         |                                                      |                                                 | Modifica les dades a Wikidata |
|        | Can Mosques                       | masia                         | Cardedeu                  |                      |                       | 41° 40′ 17″ N, 2° 21′ 01″ E / 41.6712634333925°N,2.35014134544708°E                                                         |                                                      |                                                 | Modifica les dades a Wikidata |
|        | Can Nicolau                       | masia                         | Cardedeu                  |                      |                       | 41° 39′ 11″ N, 2° 20′ 51″ E / 41.65294°N,2.34761°E                                                                          | bé cultural d'interès local                          |                                                 | Modifica les dades a Wikidata |
|        | Can Pelegrí                       | masia                         | Cardedeu                  |                      |                       | 41° 38′ 10″ N, 2° 19′ 58″ E / 41.6360182686942°N,2.33281001808008°E                                                         | bé integrant del patrimoni cultural català           |                                                 | Modifica les dades a Wikidata |
|        | Can Pere dels Ous                 | masia                         | Cardedeu                  | 182                  |                       | 41° 38′ 06″ N, 2° 20′ 31″ E / 41.6350262333332°N,2.34196902418437°E                                                         |                                                      | Can Pere dels Ous                               | Modifica les dades a Wikidata |
|        | Can Pere Montells                 | masia                         | Cardedeu                  |                      |                       | 41° 39′ 08″ N, 2° 20′ 51″ E / 41.6521538914804°N,2.3475952999196°E                                                          |                                                      |                                                 | Modifica les dades a Wikidata |
|        | Can Pere Xic                      | masia                         | Cardedeu                  |                      |                       | 41° 39′ 02″ N, 2° 21′ 06″ E / 41.6504378320837°N,2.35153960116298°E                                                         |                                                      |                                                 | Modifica les dades a Wikidata |
|        | Can Puig de la Casa Nova          | masia                         | Cardedeu                  |                      |                       | 41° 38′ 23″ N, 2° 21′ 35″ E / 41.63967°N,2.3598°E                                                                           | bé integrant del patrimoni cultural català           | Can Puig de la Casa Nova                        | Modifica les dades a Wikidata |
|        | Can Pujades                       | masia                         | Cardedeu                  | 176                  |                       | 41° 37′ 35″ N, 2° 22′ 02″ E / 41.626308°N,2.367262°E                                                                        |                                                      |                                                 | Modifica les dades a Wikidata |
|        | Can Ranxero                       | masia                         | Cardedeu                  |                      |                       | 41° 39′ 15″ N, 2° 22′ 08″ E / 41.6542627159112°N,2.3687713953307°E                                                          |                                                      |                                                 | Modifica les dades a Wikidata |
|        | Can Reculons                      | masia                         | Cardedeu                  |                      |                       | 41° 39′ 20″ N, 2° 21′ 40″ E / 41.6556074739533°N,2.36110783371208°E                                                         |                                                      |                                                 | Modifica les dades a Wikidata |
|        | Can Ribalta                       | masia                         | Cardedeu                  |                      |                       | 41° 37′ 24″ N, 2° 21′ 13″ E / 41.62347°N,2.35367°E                                                                          | bé cultural d'interès local                          |                                                 | Modifica les dades a Wikidata |
|        | Can Ribes                         | masia casa forta              | Cardedeu                  | 170                  |                       | 41° 37′ 09″ N, 2° 21′ 20″ E / 41.61911°N,2.35563°E                                                                          | bé cultural d'interès local                          | Can Ribes (Cardedeu)                            | Modifica les dades a Wikidata |
|        | Can Santacana                     | masia                         | Cardedeu                  |                      |                       | 41° 39′ 20″ N, 2° 21′ 16″ E / 41.6556058538077°N,2.35437018697837°E                                                         |                                                      |                                                 | Modifica les dades a Wikidata |
|        | Can Sila                          | masia                         | Cardedeu                  |                      |                       | 41° 37′ 02″ N, 2° 21′ 04″ E / 41.6171264406537°N,2.35103318957395°E                                                         |                                                      |                                                 | Modifica les dades a Wikidata |
|        | Can Siló                          | masia                         | Cardedeu                  |                      |                       | 41° 39′ 29″ N, 2° 21′ 21″ E / 41.6580466741026°N,2.35595522239218°E                                                         |                                                      |                                                 | Modifica les dades a Wikidata |
|        | Can Soldevila                     | masia                         | Cardedeu                  |                      |                       | 41° 40′ 18″ N, 2° 21′ 30″ E / 41.6717785453292°N,2.35846124212317°E                                                         |                                                      |                                                 | Modifica les dades a Wikidata |
|        | Can Suari de la Coma              | masia                         | Cardedeu                  | 221                  |                       | 41° 39′ 02″ N, 2° 20′ 54″ E / 41.650566°N,2.348398°E                                                                        |                                                      | Can Suari de la Coma (masia)                    | Modifica les dades a Wikidata |
|        | Can Terrades                      | masia                         | Cardedeu                  | 223                  |                       | 41° 39′ 02″ N, 2° 21′ 27″ E / 41.65068°N,2.35746°E                                                                          | bé cultural d'interès local                          | Can Terrades (Cardedeu)                         | Modifica les dades a Wikidata |
|        | Can Tram                          | masia                         | Cardedeu                  |                      |                       | 41° 39′ 38″ N, 2° 21′ 45″ E / 41.6606503243724°N,2.36252333622059°E                                                         |                                                      |                                                 | Modifica les dades a Wikidata |
|        | Can Vilaret                       | masia                         | Cardedeu                  |                      |                       | 41° 39′ 26″ N, 2° 21′ 53″ E / 41.6572845353073°N,2.36467036046929°E                                                         |                                                      |                                                 | Modifica les dades a Wikidata |
|        | Can Volard                        | masia                         | Cardedeu                  |                      |                       | 41° 39′ 45″ N, 2° 21′ 07″ E / 41.66262°N,2.35188°E                                                                          | bé cultural d'interès local                          |                                                 | Modifica les dades a Wikidata |
|        | Can Volardet                      | masia                         | Cardedeu                  |                      |                       | 41° 38′ 55″ N, 2° 21′ 08″ E / 41.648613681585°N,2.35230243975719°E                                                          |                                                      |                                                 | Modifica les dades a Wikidata |
|        | Can Xafa                          | masia                         | Cardedeu                  |                      |                       | 41° 39′ 18″ N, 2° 21′ 35″ E / 41.6550861424417°N,2.35968379603183°E                                                         |                                                      |                                                 | Modifica les dades a Wikidata |
|        | Granja Viader                     | granja masia                  | Cardedeu                  |                      |                       | 41° 38′ 06″ N, 2° 21′ 13″ E / 41.63509°N,2.35356°E                                                                          | bé cultural d'interès local                          | Granja Viader (Cardedeu)                        | Modifica les dades a Wikidata |
|        | la Brugarola                      | masia                         | Cardedeu                  |                      |                       | 41° 38′ 20″ N, 2° 21′ 35″ E / 41.6390002483729°N,2.35984305487813°E                                                         |                                                      |                                                 | Modifica les dades a Wikidata |
|        | la Casa de les Rodes              | masia                         | Cardedeu                  |                      |                       | 41° 40′ 17″ N, 2° 21′ 36″ E / 41.6713278469031°N,2.36001539635666°E                                                         |                                                      |                                                 | Modifica les dades a Wikidata |
|        | la Coma                           | masia                         | Cardedeu                  |                      |                       | 41° 39′ 11″ N, 2° 20′ 52″ E / 41.6529751984458°N,2.34788725238729°E                                                         |                                                      |                                                 | Modifica les dades a Wikidata |
|        | Mas Ponç                          | masia                         | Cardedeu                  |                      |                       | 41° 39′ 45″ N, 2° 21′ 27″ E / 41.6623971471°N,2.35756943968965°E                                                            |                                                      |                                                 | Modifica les dades a Wikidata |
|        | Mas Riera Valentí                 | masia                         | Cardedeu                  |                      | enderrocat o destruït | 41° 38′ 22″ N, 2° 21′ 29″ E / 41.63951°N,2.35801°E                                                                          |                                                      |                                                 | Modifica les dades a Wikidata |
|        | Mas Roig                          | masia                         | Cardedeu                  |                      |                       | 41° 39′ 12″ N, 2° 20′ 50″ E / 41.6534674957539°N,2.34734185063911°E                                                         |                                                      |                                                 | Modifica les dades a Wikidata |
|        | Torre Angeleta                    | masia                         | Cardedeu                  |                      |                       | 41° 38′ 15″ N, 2° 21′ 38″ E / 41.6374459696845°N,2.36055482606243°E                                                         |                                                      |                                                 | Modifica les dades a Wikidata |
|        | Torre Niella                      | masia                         | Cardedeu                  |                      |                       | 41° 39′ 14″ N, 2° 21′ 43″ E / 41.65376°N,2.36184°E                                                                          | bé cultural d'interès local                          | Can Cuyàs (Cardedeu)                            | Modifica les dades a Wikidata |
|        | Villa Paquita                     | casa masia                    | Cardedeu                  |                      |                       | 41° 38′ 13″ N, 2° 21′ 39″ E / 41.63696°N,2.36094°E                                                                          | bé cultural d'interès local                          | Villa Paquita (Cardedeu)                        | Modifica les dades a Wikidata |
|        | Ca l'Esquella                     | masia                         | Granollers                |                      |                       | 41° 35′ 06″ N, 2° 16′ 08″ E / 41.5849642434254°N,2.26892411317177°E                                                         |                                                      |                                                 | Modifica les dades a Wikidata |
|        | Ca n'Esquella                     | masia                         | Granollers                | 136                  |                       | 41° 35′ 37″ N, 2° 17′ 32″ E / 41.593513054252°N,2.2921048473841°E                                                           |                                                      | Ca n'Esquella                                   | Modifica les dades a Wikidata |
|        | Ca n'Ocell                        | masia                         | Granollers                |                      |                       | 41° 34′ 27″ N, 2° 17′ 09″ E / 41.5741808714998°N,2.28585067995604°E                                                         |                                                      |                                                 | Modifica les dades a Wikidata |
|        | Cal Ceballot                      | masia                         | Granollers                |                      |                       | 41° 34′ 28″ N, 2° 17′ 15″ E / 41.5745066701434°N,2.28755038622551°E                                                         |                                                      |                                                 | Modifica les dades a Wikidata |
|        | Cal Gravat                        | masia                         | Granollers                |                      |                       | 41° 34′ 40″ N, 2° 17′ 13″ E / 41.5778269217035°N,2.28699808334829°E                                                         |                                                      |                                                 | Modifica les dades a Wikidata |
|        | Cal Mariner                       | masia                         | Granollers                |                      |                       | 41° 35′ 26″ N, 2° 16′ 46″ E / 41.5906413976645°N,2.27932233389806°E                                                         |                                                      |                                                 | Modifica les dades a Wikidata |
|        | Cal Mariner Nou                   | masia                         | Granollers                |                      |                       | 41° 35′ 27″ N, 2° 16′ 54″ E / 41.5908908099894°N,2.28175516734255°E                                                         |                                                      |                                                 | Modifica les dades a Wikidata |
|        | Cal Pastor                        | masia                         | Granollers                |                      |                       | 41° 35′ 53″ N, 2° 16′ 27″ E / 41.5981848427247°N,2.27429465674881°E                                                         |                                                      |                                                 | Modifica les dades a Wikidata |
|        | Cal Rei                           | masia                         | Granollers                |                      |                       | 41° 34′ 45″ N, 2° 17′ 16″ E / 41.5790840476494°N,2.28782396760018°E                                                         |                                                      |                                                 | Modifica les dades a Wikidata |
|        | Cal Sardiner                      | masia                         | Granollers                |                      |                       | 41° 35′ 41″ N, 2° 17′ 38″ E / 41.5947400888565°N,2.29390325639749°E                                                         |                                                      |                                                 | Modifica les dades a Wikidata |
|        | Can Bassa                         | masia                         | Granollers                | 129                  |                       | 41° 35′ 29″ N, 2° 16′ 49″ E / 41.591286°N,2.280217°E                                                                        | bé cultural d'interès local                          | Can Bassa (Palou)                               | Modifica les dades a Wikidata |
|        | Can Batzacs                       | masia                         | Granollers                |                      |                       | 41° 34′ 54″ N, 2° 16′ 51″ E / 41.5815899157291°N,2.28088653935611°E                                                         |                                                      |                                                 | Modifica les dades a Wikidata |
|        | Can Belitre                       | masia                         | Granollers                | 122                  |                       | 41° 35′ 03″ N, 2° 17′ 19″ E / 41.5840602374911°N,2.28850109368897°E                                                         |                                                      | Can Belitre (Granollers)                        | Modifica les dades a Wikidata |
|        | Can Bonastre                      | masia                         | Granollers                |                      |                       | 41° 35′ 22″ N, 2° 16′ 09″ E / 41.5893883060587°N,2.26916214800208°E                                                         |                                                      |                                                 | Modifica les dades a Wikidata |
|        | Can Borrasca                      | masia                         | Granollers                |                      |                       | 41° 35′ 26″ N, 2° 16′ 13″ E / 41.5906569996537°N,2.27037163628375°E                                                         |                                                      |                                                 | Modifica les dades a Wikidata |
|        | Can Bou                           | masia                         | Granollers                |                      |                       | 41° 34′ 54″ N, 2° 16′ 41″ E / 41.5817980927397°N,2.27817304715495°E                                                         |                                                      |                                                 | Modifica les dades a Wikidata |
|        | Can Brutau                        | masia                         | Granollers                |                      |                       | 41° 34′ 57″ N, 2° 16′ 41″ E / 41.5826349541561°N,2.27804376170903°E                                                         |                                                      |                                                 | Modifica les dades a Wikidata |
|        | Can Capdevila                     | masia                         | Granollers                |                      |                       | 41° 36′ 49″ N, 2° 16′ 25″ E / 41.6136819547268°N,2.27361687799059°E                                                         |                                                      |                                                 | Modifica les dades a Wikidata |
|        | Can Carbassot                     | masia                         | Granollers                |                      |                       | 41° 35′ 00″ N, 2° 17′ 28″ E / 41.5832843994486°N,2.29122085627526°E                                                         |                                                      |                                                 | Modifica les dades a Wikidata |
|        | Can Català                        | masia                         | Granollers                |                      |                       | 41° 34′ 22″ N, 2° 15′ 59″ E / 41.5726986979435°N,2.26645958494649°E                                                         |                                                      |                                                 | Modifica les dades a Wikidata |
|        | Can Climent                       | masia                         | Granollers                |                      |                       | 41° 35′ 24″ N, 2° 16′ 09″ E / 41.589991441785°N,2.26910735368915°E                                                          |                                                      |                                                 | Modifica les dades a Wikidata |
|        | Can Colom                         | masia                         | Granollers                | 138                  |                       | 41° 35′ 33″ N, 2° 17′ 32″ E / 41.5926212512158°N,2.29209059444159°E                                                         |                                                      | Can Colom (Granollers)                          | Modifica les dades a Wikidata |
|        | Can Congost                       | masia                         | Granollers                | 127                  |                       | 41° 35′ 24″ N, 2° 17′ 22″ E / 41.589934249471746°N,2.289383411407471°E                                                      |                                                      | Can Congost (Granollers)                        | Modifica les dades a Wikidata |
|        | Can Covaner                       | masia                         | Granollers                | 127                  |                       | 41° 35′ 26″ N, 2° 17′ 20″ E / 41.590584°N,2.288863°E                                                                        |                                                      | Can Covaner                                     | Modifica les dades a Wikidata |
|        | Can Jané                          | masia                         | Granollers                | 136                  |                       | 41° 35′ 36″ N, 2° 17′ 32″ E / 41.593332°N,2.29213°E                                                                         |                                                      | Can Jané (Granollers)                           | Modifica les dades a Wikidata |
|        | Can Joia                          | masia                         | Granollers                |                      |                       | 41° 35′ 52″ N, 2° 16′ 24″ E / 41.5978910241585°N,2.27340999565204°E                                                         |                                                      |                                                 | Modifica les dades a Wikidata |
|        | Can Julianet                      | masia                         | Granollers                | 114                  |                       | 41° 34′ 32″ N, 2° 17′ 03″ E / 41.575557°N,2.284164°E                                                                        |                                                      | Can Julianet                                    | Modifica les dades a Wikidata |
|        | Can Julià Malo                    | masia                         | Granollers                |                      |                       | 41° 34′ 26″ N, 2° 16′ 49″ E / 41.5738582575296°N,2.28033657293189°E                                                         |                                                      |                                                 | Modifica les dades a Wikidata |
|        | Can Maiol                         | masia                         | Granollers                |                      |                       | 41° 34′ 20″ N, 2° 16′ 49″ E / 41.572335762137°N,2.28029349913606°E                                                          |                                                      |                                                 | Modifica les dades a Wikidata |
|        | Can Maiol (Palou)                 | masia casa                    | Granollers                |                      |                       | 41° 35′ 07″ N, 2° 16′ 49″ E / 41.58526992797851°N,2.2802751064300537°E 41° 35′ 07″ N, 2° 16′ 49″ E / 41.5852494°N,2.28036°E |                                                      |                                                 | Modifica les dades a Wikidata |
|        | Can Maiol de la Riera             | masia                         | Granollers                |                      |                       | 41° 35′ 10″ N, 2° 16′ 43″ E / 41.586141460633°N,2.27847258944752°E                                                          |                                                      |                                                 | Modifica les dades a Wikidata |
|        | Can Maiolet                       | masia                         | Granollers                |                      |                       | 41° 34′ 59″ N, 2° 16′ 18″ E / 41.5830723571915°N,2.27170467552207°E                                                         |                                                      |                                                 | Modifica les dades a Wikidata |
|        | Can Malla                         | masia                         | Granollers                |                      |                       | 41° 34′ 35″ N, 2° 16′ 41″ E / 41.576411°N,2.278007°E                                                                        | bé integrant del patrimoni cultural català           | Can Malla (Granollers)                          | Modifica les dades a Wikidata |
|        | Can Malo                          | masia                         | Granollers                |                      |                       | 41° 34′ 42″ N, 2° 17′ 13″ E / 41.5782049027264°N,2.2869459430189°E                                                          |                                                      |                                                 | Modifica les dades a Wikidata |
|        | Can Masferrer                     | masia                         | Granollers                |                      |                       | 41° 34′ 44″ N, 2° 17′ 14″ E / 41.5787557204975°N,2.28716780459133°E                                                         |                                                      |                                                 | Modifica les dades a Wikidata |
|        | Can Moragues                      | masia                         | Granollers                |                      |                       | 41° 34′ 50″ N, 2° 17′ 09″ E / 41.5804226161993°N,2.28580590680636°E                                                         |                                                      |                                                 | Modifica les dades a Wikidata |
|        | Can Muntanyola                    | masia                         | Granollers                |                      |                       | 41° 35′ 38″ N, 2° 16′ 53″ E / 41.593942°N,2.281412°E                                                                        | bé integrant del patrimoni cultural català           | Can Muntanyola (Granollers)                     | Modifica les dades a Wikidata |
|        | Can Ninou                         | masia                         | Granollers                |                      |                       | 41° 34′ 46″ N, 2° 16′ 10″ E / 41.5793829783563°N,2.26943091419364°E                                                         |                                                      |                                                 | Modifica les dades a Wikidata |
|        | Can Pau Belitre                   | masia                         | Granollers                | 129                  |                       | 41° 34′ 59″ N, 2° 17′ 27″ E / 41.583°N,2.29088°E                                                                            |                                                      | Can Pau Belitre                                 | Modifica les dades a Wikidata |
|        | Can Pere Riera                    | masia                         | Granollers                |                      |                       | 41° 35′ 04″ N, 2° 17′ 11″ E / 41.58441701953°N,2.28648170263694°E                                                           |                                                      |                                                 | Modifica les dades a Wikidata |
|        | Can Petit Many                    | masia                         | Granollers                |                      |                       | 41° 35′ 41″ N, 2° 16′ 00″ E / 41.5946060755552°N,2.26673953634954°E                                                         |                                                      |                                                 | Modifica les dades a Wikidata |
|        | Can Plantada                      | masia                         | Granollers                |                      |                       | 41° 34′ 34″ N, 2° 16′ 45″ E / 41.5761472068773°N,2.27907564393292°E                                                         |                                                      |                                                 | Modifica les dades a Wikidata |
|        | Can Plantada Petit                | masia                         | Granollers                |                      |                       | 41° 34′ 28″ N, 2° 16′ 50″ E / 41.5743918251035°N,2.28067850550071°E                                                         |                                                      |                                                 | Modifica les dades a Wikidata |
|        | Can Puigpei                       | masia                         | Granollers                |                      |                       | 41° 35′ 12″ N, 2° 17′ 10″ E / 41.5865765976133°N,2.28613399914916°E                                                         |                                                      |                                                 | Modifica les dades a Wikidata |
|        | Can Quadres                       | masia                         | Granollers                |                      |                       | 41° 36′ 38″ N, 2° 16′ 22″ E / 41.6105332810764°N,2.27280008109858°E                                                         |                                                      |                                                 | Modifica les dades a Wikidata |
|        | Can Riba de la Serra              | masia                         | Granollers                |                      |                       | 41° 34′ 29″ N, 2° 16′ 03″ E / 41.574786°N,2.267542°E                                                                        | bé cultural d'interès local                          |                                                 | Modifica les dades a Wikidata |
|        | Can Ronses                        | masia                         | Granollers                |                      |                       | 41° 35′ 11″ N, 2° 16′ 49″ E / 41.5865013°N,2.2802098°E                                                                      |                                                      |                                                 | Modifica les dades a Wikidata |
|        | Can Rovireta                      | masia                         | Granollers                | 136                  |                       | 41° 35′ 26″ N, 2° 17′ 31″ E / 41.5905667072457°N,2.29194506932734°E                                                         |                                                      | Can Rovireta (Granollers)                       | Modifica les dades a Wikidata |
|        | Can Taronjaire                    | masia                         | Granollers                |                      |                       | 41° 35′ 42″ N, 2° 16′ 46″ E / 41.5950204073079°N,2.27956159518313°E                                                         |                                                      |                                                 | Modifica les dades a Wikidata |
|        | Can Tinet                         | masia                         | Granollers                |                      |                       | 41° 35′ 03″ N, 2° 17′ 07″ E / 41.5842289140306°N,2.28520011225193°E                                                         |                                                      |                                                 | Modifica les dades a Wikidata |
|        | Can Tià                           | masia                         | Granollers                |                      |                       | 41° 34′ 49″ N, 2° 17′ 20″ E / 41.5803879816298°N,2.28893727686321°E                                                         |                                                      |                                                 | Modifica les dades a Wikidata |
|        | Can Tries                         | masia                         | Granollers                |                      |                       | 41° 34′ 27″ N, 2° 16′ 43″ E / 41.5741258866198°N,2.27848637789248°E                                                         |                                                      |                                                 | Modifica les dades a Wikidata |
|        | l'Arbeca                          | masia                         | Granollers                |                      |                       | 41° 35′ 47″ N, 2° 17′ 07″ E / 41.59626°N,2.28532°E                                                                          |                                                      |                                                 | Modifica les dades a Wikidata |
|        | la Fàbrica                        | masia                         | Granollers                |                      |                       | 41° 35′ 33″ N, 2° 17′ 09″ E / 41.5924836689442°N,2.28586494658624°E                                                         |                                                      |                                                 | Modifica les dades a Wikidata |
|        | Masia Junyent                     | masia                         | Granollers                |                      |                       | 41° 34′ 49″ N, 2° 16′ 42″ E / 41.58025°N,2.278337°E                                                                         | bé cultural d'interès local                          |                                                 | Modifica les dades a Wikidata |
|        | Masia les Tres Torres             | masia                         | Granollers                |                      |                       | 41° 35′ 54″ N, 2° 17′ 02″ E / 41.598425°N,2.28387°E                                                                         | bé cultural d'interès local                          | Les Tres Torres (Granollers)                    | Modifica les dades a Wikidata |
|        | Molinot de Palou                  | masia                         | Granollers                |                      |                       | 41° 35′ 21″ N, 2° 16′ 43″ E / 41.58908°N,2.27866°E                                                                          |                                                      |                                                 | Modifica les dades a Wikidata |
|        | Terra Alta                        | masia                         | Granollers                |                      |                       | 41° 36′ 35″ N, 2° 16′ 05″ E / 41.609673077543°N,2.2679888821157°E                                                           |                                                      |                                                 | Modifica les dades a Wikidata |
|        | Ca l'Aimerich                     | masia                         | les Franqueses del Vallès | 250                  |                       | 41° 39′ 32″ N, 2° 18′ 35″ E / 41.65892°N,2.3097°E                                                                           | bé integrant del patrimoni cultural català           | Ca l'Eimeric (les Franqueses del Vallès)        | Modifica les dades a Wikidata |
|        | Ca l'Alrani                       | masia                         | les Franqueses del Vallès |                      |                       | 41° 39′ 24″ N, 2° 17′ 05″ E / 41.65664°N,2.28483°E                                                                          | bé integrant del patrimoni cultural català           | Ca l'Alrani (les Franqueses del Vallès)         | Modifica les dades a Wikidata |
|        | Ca l'Ametlletar                   | masia                         | les Franqueses del Vallès |                      |                       | 41° 39′ 52″ N, 2° 20′ 40″ E / 41.6644945037941°N,2.34457590766298°E                                                         |                                                      |                                                 | Modifica les dades a Wikidata |
|        | Ca l'Ametlletar Nou               | masia                         | les Franqueses del Vallès |                      |                       | 41° 39′ 47″ N, 2° 20′ 43″ E / 41.6631660437106°N,2.34538213867402°E                                                         |                                                      |                                                 | Modifica les dades a Wikidata |
|        | Ca l'Antoja                       | masia                         | les Franqueses del Vallès |                      |                       | 41° 39′ 12″ N, 2° 17′ 01″ E / 41.6533496580011°N,2.28369182828277°E                                                         |                                                      |                                                 | Modifica les dades a Wikidata |
|        | Ca l'Anton                        | masia                         | les Franqueses del Vallès |                      |                       | 41° 38′ 31″ N, 2° 19′ 58″ E / 41.6419350628958°N,2.33265292652042°E                                                         |                                                      |                                                 | Modifica les dades a Wikidata |
|        | Ca l'Arabia                       | masia                         | les Franqueses del Vallès | 169                  |                       | 41° 37′ 44″ N, 2° 17′ 31″ E / 41.6288199973658°N,2.29189880598685°E                                                         |                                                      | Ca l'Arabia (les Franqueses del Vallès)         | Modifica les dades a Wikidata |
|        | Ca l'Enrelats                     | masia                         | les Franqueses del Vallès |                      |                       | 41° 39′ 00″ N, 2° 20′ 06″ E / 41.6499555146321°N,2.33491191746655°E                                                         |                                                      |                                                 | Modifica les dades a Wikidata |
|        | Ca l'Enric                        | masia                         | les Franqueses del Vallès |                      |                       | 41° 38′ 52″ N, 2° 19′ 14″ E / 41.6476556818281°N,2.32053725023492°E                                                         |                                                      |                                                 | Modifica les dades a Wikidata |
|        | Ca l'Ermità                       | masia                         | les Franqueses del Vallès |                      |                       | 41° 38′ 11″ N, 2° 19′ 29″ E / 41.6363309284453°N,2.32465437574401°E                                                         |                                                      |                                                 | Modifica les dades a Wikidata |
|        | Ca l'Esparnat                     | masia                         | les Franqueses del Vallès | 236                  |                       | 41° 38′ 51″ N, 2° 19′ 22″ E / 41.6475248281207°N,2.32278423009855°E                                                         |                                                      | Ca l'Esparnat                                   | Modifica les dades a Wikidata |
|        | Ca l'Hospici                      | masia                         | les Franqueses del Vallès |                      |                       | 41° 37′ 47″ N, 2° 18′ 46″ E / 41.6296496412043°N,2.31283890287335°E                                                         |                                                      |                                                 | Modifica les dades a Wikidata |
|        | Ca l'Oller                        | masia                         | les Franqueses del Vallès |                      |                       | 41° 38′ 05″ N, 2° 18′ 21″ E / 41.6346598499285°N,2.30571404304858°E                                                         |                                                      |                                                 | Modifica les dades a Wikidata |
|        | Ca n'Arimany                      | masia                         | les Franqueses del Vallès |                      |                       | 41° 38′ 46″ N, 2° 18′ 15″ E / 41.6462435372562°N,2.30430480115708°E                                                         |                                                      |                                                 | Modifica les dades a Wikidata |
|        | Ca n'Illa                         | masia                         | les Franqueses del Vallès |                      |                       | 41° 39′ 06″ N, 2° 18′ 36″ E / 41.651727970258°N,2.31013037779258°E                                                          |                                                      |                                                 | Modifica les dades a Wikidata |
|        | Cal Bessó                         | masia                         | les Franqueses del Vallès |                      |                       | 41° 40′ 29″ N, 2° 20′ 44″ E / 41.67468753696°N,2.3456258160044°E                                                            |                                                      |                                                 | Modifica les dades a Wikidata |
|        | Cal Bot                           | masia                         | les Franqueses del Vallès |                      |                       | 41° 38′ 58″ N, 2° 19′ 20″ E / 41.6493325341214°N,2.32232096786372°E                                                         |                                                      |                                                 | Modifica les dades a Wikidata |
|        | Cal Boter                         | masia                         | les Franqueses del Vallès |                      |                       | 41° 39′ 34″ N, 2° 17′ 13″ E / 41.6594404297966°N,2.28690327971061°E                                                         |                                                      |                                                 | Modifica les dades a Wikidata |
|        | Cal Cabrer                        | masia                         | les Franqueses del Vallès |                      |                       | 41° 38′ 57″ N, 2° 18′ 05″ E / 41.6491615376683°N,2.30128319590394°E                                                         |                                                      |                                                 | Modifica les dades a Wikidata |
|        | Cal Cabrit                        | masia                         | les Franqueses del Vallès |                      |                       | 41° 37′ 24″ N, 2° 18′ 34″ E / 41.6233054956085°N,2.30931704391583°E                                                         |                                                      |                                                 | Modifica les dades a Wikidata |
|        | Cal Calçons                       | masia                         | les Franqueses del Vallès | 272                  |                       | 41° 39′ 57″ N, 2° 19′ 55″ E / 41.6658361363951°N,2.33198574753917°E                                                         |                                                      | Cal Calçons                                     | Modifica les dades a Wikidata |
|        | Cal Corder                        | masia                         | les Franqueses del Vallès |                      |                       | 41° 41′ 06″ N, 2° 19′ 54″ E / 41.6849928902807°N,2.33175158193641°E                                                         |                                                      |                                                 | Modifica les dades a Wikidata |
|        | Cal Diego                         | masia                         | les Franqueses del Vallès |                      |                       | 41° 39′ 54″ N, 2° 19′ 54″ E / 41.6649067827962°N,2.3317070704434°E                                                          |                                                      | Cal Diego (les Franqueses del Vallès)           | Modifica les dades a Wikidata |
|        | Cal Fuster                        | masia                         | les Franqueses del Vallès |                      |                       | 41° 38′ 24″ N, 2° 17′ 40″ E / 41.6400857218415°N,2.29446510056852°E                                                         |                                                      | Cal Fuster Gordi                                | Modifica les dades a Wikidata |
|        | Cal Gavatx                        | masia                         | les Franqueses del Vallès | 169                  |                       | 41° 37′ 47″ N, 2° 17′ 31″ E / 41.6296137578296°N,2.2920822036328°E                                                          |                                                      | Cal Gavatx (Corró d'Avall)                      | Modifica les dades a Wikidata |
|        | Cal General                       | masia                         | les Franqueses del Vallès |                      |                       | 41° 38′ 57″ N, 2° 19′ 25″ E / 41.6491601825283°N,2.32364375170885°E                                                         |                                                      |                                                 | Modifica les dades a Wikidata |
|        | Cal Gras                          | masia                         | les Franqueses del Vallès |                      |                       | 41° 37′ 40″ N, 2° 19′ 13″ E / 41.6277578955687°N,2.32037406642916°E                                                         |                                                      |                                                 | Modifica les dades a Wikidata |
|        | Cal Gravat                        | masia                         | les Franqueses del Vallès |                      |                       | 41° 37′ 30″ N, 2° 18′ 24″ E / 41.6249656224409°N,2.30679040895853°E                                                         |                                                      |                                                 | Modifica les dades a Wikidata |
|        | Cal Liret                         | masia                         | les Franqueses del Vallès |                      |                       | 41° 41′ 04″ N, 2° 20′ 11″ E / 41.6845605675281°N,2.33641805813429°E                                                         |                                                      |                                                 | Modifica les dades a Wikidata |
|        | Cal Llebrot                       | masia                         | les Franqueses del Vallès |                      |                       | 41° 40′ 36″ N, 2° 20′ 37″ E / 41.6766570656524°N,2.34351542893764°E                                                         |                                                      |                                                 | Modifica les dades a Wikidata |
|        | Cal Manco                         | masia                         | les Franqueses del Vallès |                      |                       | 41° 40′ 26″ N, 2° 20′ 33″ E / 41.6739763415258°N,2.34253353531789°E                                                         |                                                      |                                                 | Modifica les dades a Wikidata |
|        | Cal Músic                         | masia                         | les Franqueses del Vallès |                      |                       | 41° 38′ 27″ N, 2° 19′ 49″ E / 41.6407052728998°N,2.33027615852496°E                                                         |                                                      |                                                 | Modifica les dades a Wikidata |
|        | Cal Noiet                         | masia                         | les Franqueses del Vallès |                      |                       | 41° 39′ 24″ N, 2° 19′ 16″ E / 41.6565317052506°N,2.32121262166847°E                                                         |                                                      |                                                 | Modifica les dades a Wikidata |
|        | Cal Pino                          | masia                         | les Franqueses del Vallès |                      |                       | 41° 41′ 04″ N, 2° 20′ 15″ E / 41.6843859128701°N,2.33736907243617°E                                                         |                                                      |                                                 | Modifica les dades a Wikidata |
|        | Cal Sant                          | masia                         | les Franqueses del Vallès |                      |                       | 41° 38′ 55″ N, 2° 17′ 20″ E / 41.6486806901569°N,2.28896737398968°E                                                         |                                                      |                                                 | Modifica les dades a Wikidata |
|        | Cal Sargento                      | masia                         | les Franqueses del Vallès |                      |                       | 41° 37′ 25″ N, 2° 18′ 43″ E / 41.6237080411266°N,2.31185762961801°E                                                         |                                                      |                                                 | Modifica les dades a Wikidata |
|        | Cal Sastre                        | masia                         | les Franqueses del Vallès |                      |                       | 41° 39′ 15″ N, 2° 20′ 08″ E / 41.6541828781858°N,2.33543289217855°E                                                         |                                                      |                                                 | Modifica les dades a Wikidata |
|        | Cal Sisto                         | masia                         | les Franqueses del Vallès | 186                  |                       | 41° 37′ 36″ N, 2° 18′ 08″ E / 41.626657918928°N,2.30215047024364°E                                                          |                                                      | Cal Sisto                                       | Modifica les dades a Wikidata |
|        | Cal Teixidor                      | masia                         | les Franqueses del Vallès |                      |                       | 41° 41′ 03″ N, 2° 20′ 21″ E / 41.6840538330539°N,2.33913874022119°E                                                         |                                                      |                                                 | Modifica les dades a Wikidata |
|        | Cal Xico                          | masia                         | les Franqueses del Vallès |                      |                       | 41° 40′ 40″ N, 2° 20′ 18″ E / 41.6777437737052°N,2.33825417757639°E                                                         |                                                      |                                                 | Modifica les dades a Wikidata |
|        | Cal Xiquet                        | masia                         | les Franqueses del Vallès |                      |                       | 41° 40′ 25″ N, 2° 19′ 22″ E / 41.6736991980054°N,2.3227261763896°E                                                          |                                                      |                                                 | Modifica les dades a Wikidata |
|        | Can Baldric                       | masia                         | les Franqueses del Vallès | 208                  |                       | 41° 39′ 10″ N, 2° 17′ 43″ E / 41.652898°N,2.295209°E                                                                        |                                                      | Can Baldric (Franqueses del Vallès)             | Modifica les dades a Wikidata |
|        | Can Barrabast                     | masia                         | les Franqueses del Vallès |                      |                       | 41° 38′ 54″ N, 2° 20′ 05″ E / 41.6482795899827°N,2.33480906789254°E                                                         |                                                      |                                                 | Modifica les dades a Wikidata |
|        | Can Bartomeu                      | masia                         | les Franqueses del Vallès |                      |                       | 41° 39′ 23″ N, 2° 17′ 28″ E / 41.656349141142°N,2.29097281184172°E                                                          |                                                      |                                                 | Modifica les dades a Wikidata |
|        | Can Batllori                      | masia                         | les Franqueses del Vallès |                      |                       | 41° 37′ 53″ N, 2° 18′ 05″ E / 41.6314458475885°N,2.30151055803474°E                                                         |                                                      |                                                 | Modifica les dades a Wikidata |
|        | Can Beliarda                      | masia                         | les Franqueses del Vallès |                      |                       | 41° 37′ 27″ N, 2° 19′ 13″ E / 41.6242626878063°N,2.32030273339122°E                                                         |                                                      |                                                 | Modifica les dades a Wikidata |
|        | Can Bertran                       | masia                         | les Franqueses del Vallès | 284                  |                       | 41° 40′ 18″ N, 2° 19′ 44″ E / 41.6717094320869°N,2.32900584812178°E                                                         |                                                      | Can Bertran (les Franqueses del Vallès)         | Modifica les dades a Wikidata |
|        | Can Blai                          | masia                         | les Franqueses del Vallès |                      |                       | 41° 37′ 26″ N, 2° 18′ 56″ E / 41.6237939455832°N,2.31568604819416°E                                                         |                                                      |                                                 | Modifica les dades a Wikidata |
|        | Can Blanxart                      | masia                         | les Franqueses del Vallès |                      |                       | 41° 40′ 02″ N, 2° 19′ 23″ E / 41.6672521315471°N,2.32307003273396°E                                                         |                                                      | Can Blanxart (les Franqueses del Vallès)        | Modifica les dades a Wikidata |
|        | Can Borra                         | masia                         | les Franqueses del Vallès |                      |                       | 41° 40′ 21″ N, 2° 19′ 08″ E / 41.672471051830605°N,2.318919897079468°E                                                      |                                                      | Can Borra (les Franqueses del Vallès)           | Modifica les dades a Wikidata |
|        | Can Bosc                          | masia                         | les Franqueses del Vallès |                      |                       | 41° 39′ 31″ N, 2° 17′ 03″ E / 41.6586397679603°N,2.28416167679345°E                                                         |                                                      |                                                 | Modifica les dades a Wikidata |
|        | Can Bou                           | masia                         | les Franqueses del Vallès |                      |                       | 41° 39′ 19″ N, 2° 17′ 27″ E / 41.6553930424579°N,2.29075510741387°E                                                         |                                                      |                                                 | Modifica les dades a Wikidata |
|        | Can Bruguera                      | masia                         | les Franqueses del Vallès |                      |                       | 41° 40′ 32″ N, 2° 19′ 53″ E / 41.6755599509318°N,2.33132055960788°E                                                         |                                                      | Can Bruguera (les Franqueses del Vallès)        | Modifica les dades a Wikidata |
|        | Can Bufi Xic                      | masia                         | les Franqueses del Vallès |                      |                       | 41° 37′ 58″ N, 2° 17′ 34″ E / 41.6327531390548°N,2.2928762568055°E                                                          |                                                      |                                                 | Modifica les dades a Wikidata |
|        | Can Busques                       | masia                         | les Franqueses del Vallès |                      |                       | 41° 37′ 50″ N, 2° 18′ 13″ E / 41.6304850104831°N,2.30347781288217°E                                                         |                                                      |                                                 | Modifica les dades a Wikidata |
|        | Can Cabeça                        | masia                         | les Franqueses del Vallès |                      |                       | 41° 40′ 26″ N, 2° 20′ 32″ E / 41.6738220611436°N,2.34233087628075°E                                                         |                                                      |                                                 | Modifica les dades a Wikidata |
|        | Can Calbet                        | masia                         | les Franqueses del Vallès |                      |                       | 41° 38′ 49″ N, 2° 17′ 20″ E / 41.6469064786263°N,2.28899889088936°E                                                         |                                                      |                                                 | Modifica les dades a Wikidata |
|        | Can Camp                          | masia                         | les Franqueses del Vallès |                      |                       | 41° 40′ 13″ N, 2° 19′ 46″ E / 41.67025°N,2.32933°E                                                                          | bé integrant del patrimoni cultural català           | Can Camp (les Franqueses del Vallès)            | Modifica les dades a Wikidata |
|        | Can Cantallops                    | masia                         | les Franqueses del Vallès |                      |                       | 41° 37′ 00″ N, 2° 18′ 50″ E / 41.6167944355766°N,2.31401962729895°E                                                         |                                                      |                                                 | Modifica les dades a Wikidata |
|        | Can Capella                       | masia                         | les Franqueses del Vallès |                      |                       | 41° 39′ 00″ N, 2° 17′ 22″ E / 41.64988189947°N,2.28949457050372°E                                                           |                                                      |                                                 | Modifica les dades a Wikidata |
|        | Can Carbonell                     | masia                         | les Franqueses del Vallès |                      |                       | 41° 39′ 41″ N, 2° 20′ 35″ E / 41.661467037257°N,2.3430722005105°E                                                           |                                                      |                                                 | Modifica les dades a Wikidata |
|        | Can Carrasco                      | masia                         | les Franqueses del Vallès |                      |                       | 41° 38′ 57″ N, 2° 17′ 22″ E / 41.6492146000368°N,2.28936980515408°E                                                         |                                                      |                                                 | Modifica les dades a Wikidata |
|        | Can Carrasquet                    | masia                         | les Franqueses del Vallès |                      |                       | 41° 39′ 02″ N, 2° 17′ 30″ E / 41.650435705959°N,2.29166213459693°E                                                          |                                                      |                                                 | Modifica les dades a Wikidata |
|        | Can Casanoves                     | masia                         | les Franqueses del Vallès |                      |                       | 41° 38′ 28″ N, 2° 17′ 54″ E / 41.6410107751555°N,2.29844145541075°E                                                         |                                                      |                                                 | Modifica les dades a Wikidata |
|        | Can Casanoves (Cal Nen)           | masia                         | les Franqueses del Vallès |                      |                       | 41° 39′ 25″ N, 2° 17′ 26″ E / 41.65699768066406°N,2.2906129360198975°E                                                      |                                                      |                                                 | Modifica les dades a Wikidata |
|        | Can Cassà de la Serra             | masia                         | les Franqueses del Vallès | 269                  |                       | 41° 39′ 15″ N, 2° 19′ 46″ E / 41.6541932469794°N,2.32946390287327°E                                                         |                                                      | Can Cassà de la Serra                           | Modifica les dades a Wikidata |
|        | Can Castell                       | masia                         | les Franqueses del Vallès |                      |                       | 41° 38′ 35″ N, 2° 17′ 55″ E / 41.6431742532048°N,2.29873018973265°E                                                         |                                                      |                                                 | Modifica les dades a Wikidata |
|        | Can Clavets                       | masia                         | les Franqueses del Vallès |                      |                       | 41° 41′ 06″ N, 2° 19′ 49″ E / 41.6851290226594°N,2.330380397636°E                                                           |                                                      |                                                 | Modifica les dades a Wikidata |
|        | Can Colom                         | masia                         | les Franqueses del Vallès |                      |                       | 41° 38′ 47″ N, 2° 17′ 23″ E / 41.6462530851958°N,2.28966653326268°E                                                         |                                                      |                                                 | Modifica les dades a Wikidata |
|        | Can Coscó                         | masia                         | les Franqueses del Vallès |                      |                       | 41° 39′ 10″ N, 2° 17′ 17″ E / 41.6528820530899°N,2.28816456790409°E                                                         |                                                      |                                                 | Modifica les dades a Wikidata |
|        | Can Costa                         | masia                         | les Franqueses del Vallès |                      |                       | 41° 38′ 06″ N, 2° 17′ 47″ E / 41.6349545321891°N,2.29640604263628°E                                                         |                                                      |                                                 | Modifica les dades a Wikidata |
|        | Can Cot                           | masia                         | les Franqueses del Vallès |                      |                       | 41° 39′ 45″ N, 2° 19′ 19″ E / 41.66256°N,2.32198°E                                                                          | bé integrant del patrimoni cultural català           | Can Cot (les Franqueses del Vallès)             | Modifica les dades a Wikidata |
|        | Can Dantí                         | masia                         | les Franqueses del Vallès |                      |                       | 41° 37′ 52″ N, 2° 18′ 32″ E / 41.6310308479928°N,2.30885040812101°E                                                         |                                                      |                                                 | Modifica les dades a Wikidata |
|        | Can Diego                         | masia                         | les Franqueses del Vallès |                      |                       | 41° 38′ 29″ N, 2° 17′ 37″ E / 41.6413690866007°N,2.29370664080648°E                                                         |                                                      |                                                 | Modifica les dades a Wikidata |
|        | Can Figa                          | masia                         | les Franqueses del Vallès |                      |                       | 41° 41′ 04″ N, 2° 20′ 09″ E / 41.6843145451078°N,2.33592795357727°E                                                         |                                                      |                                                 | Modifica les dades a Wikidata |
|        | Can Filbà                         | masia                         | les Franqueses del Vallès |                      |                       | 41° 38′ 23″ N, 2° 19′ 35″ E / 41.6396999765981°N,2.3262521711506°E                                                          |                                                      |                                                 | Modifica les dades a Wikidata |
|        | Can Font                          | masia                         | les Franqueses del Vallès |                      |                       | 41° 38′ 03″ N, 2° 17′ 45″ E / 41.6340498325178°N,2.29575554766581°E                                                         |                                                      |                                                 | Modifica les dades a Wikidata |
|        | Can Font de Baix                  | masia                         | les Franqueses del Vallès |                      |                       | 41° 38′ 22″ N, 2° 19′ 42″ E / 41.6393885258372°N,2.32844070258801°E                                                         |                                                      |                                                 | Modifica les dades a Wikidata |
|        | Can Font de Dalt                  | masia                         | les Franqueses del Vallès |                      |                       | 41° 38′ 31″ N, 2° 19′ 29″ E / 41.6418352359878°N,2.32481304068787°E                                                         |                                                      |                                                 | Modifica les dades a Wikidata |
|        | Can Gai                           | masia                         | les Franqueses del Vallès |                      |                       | 41° 37′ 59″ N, 2° 17′ 56″ E / 41.6330158772059°N,2.29900839045667°E                                                         |                                                      |                                                 | Modifica les dades a Wikidata |
|        | Can Ganduxer                      | masia                         | les Franqueses del Vallès |                      |                       | 41° 37′ 55″ N, 2° 18′ 08″ E / 41.63204382933698°N,2.302295565605164°E                                                       | bé amb protecció urbanística                         |                                                 | Modifica les dades a Wikidata |
|        | Can Garriga                       | masia                         | les Franqueses del Vallès |                      |                       | 41° 38′ 19″ N, 2° 18′ 03″ E / 41.6384851174621°N,2.30079818652014°E                                                         |                                                      |                                                 | Modifica les dades a Wikidata |
|        | Can Garriga                       | masia                         | les Franqueses del Vallès |                      |                       | 41° 38′ 16″ N, 2° 18′ 30″ E / 41.637753117361704°N,2.308233976364136°E                                                      |                                                      |                                                 | Modifica les dades a Wikidata |
|        | Can Ginesta                       | masia                         | les Franqueses del Vallès |                      |                       | 41° 38′ 45″ N, 2° 19′ 13″ E / 41.645790969645425°N,2.320218086242676°E                                                      |                                                      |                                                 | Modifica les dades a Wikidata |
|        | Can Girbau                        | masia                         | les Franqueses del Vallès |                      |                       | 41° 38′ 38″ N, 2° 18′ 48″ E / 41.6439647726414°N,2.31329922892658°E                                                         |                                                      |                                                 | Modifica les dades a Wikidata |
|        | Can Gorgs                         | masia                         | les Franqueses del Vallès |                      |                       | 41° 39′ 52″ N, 2° 18′ 05″ E / 41.6645200917106°N,2.30151355774157°E                                                         |                                                      | Can Gorgs                                       | Modifica les dades a Wikidata |
|        | Can Grau Gros                     | masia                         | les Franqueses del Vallès |                      |                       | 41° 39′ 42″ N, 2° 18′ 24″ E / 41.6617684154157°N,2.30672013329196°E                                                         |                                                      | Can Grau Gros                                   | Modifica les dades a Wikidata |
|        | Can Grau Xic                      | masia                         | les Franqueses del Vallès | 235                  |                       | 41° 39′ 42″ N, 2° 18′ 33″ E / 41.6616214113379°N,2.3092320503908°E                                                          |                                                      | Can Grau Xic                                    | Modifica les dades a Wikidata |
|        | Can Guilla                        | masia                         | les Franqueses del Vallès |                      |                       | 41° 40′ 02″ N, 2° 18′ 19″ E / 41.66725°N,2.30526°E                                                                          | bé integrant del patrimoni cultural català           | Can Guilla (les Franqueses del Vallès)          | Modifica les dades a Wikidata |
|        | Can Jaumira                       | masia                         | les Franqueses del Vallès |                      |                       | 41° 38′ 47″ N, 2° 19′ 21″ E / 41.64637623044994°N,2.32237458229065°E                                                        |                                                      |                                                 | Modifica les dades a Wikidata |
|        | Can Jep                           | masia                         | les Franqueses del Vallès |                      |                       | 41° 39′ 22″ N, 2° 19′ 14″ E / 41.6560140018437°N,2.32048543789025°E                                                         |                                                      |                                                 | Modifica les dades a Wikidata |
|        | Can Jo                            | masia                         | les Franqueses del Vallès |                      |                       | 41° 39′ 29″ N, 2° 20′ 22″ E / 41.6580255609287°N,2.33953702345446°E                                                         |                                                      |                                                 | Modifica les dades a Wikidata |
|        | Can Joanet                        | masia                         | les Franqueses del Vallès |                      |                       | 41° 39′ 00″ N, 2° 19′ 01″ E / 41.6500304374781°N,2.31696962734364°E                                                         |                                                      |                                                 | Modifica les dades a Wikidata |
|        | Can Jordana                       | masia                         | les Franqueses del Vallès |                      |                       | 41° 39′ 54″ N, 2° 18′ 08″ E / 41.66501761252808°N,2.302300930023194°E                                                       |                                                      | Can Jordana (les Franqueses del Vallès)         | Modifica les dades a Wikidata |
|        | Can Jordi                         | masia                         | les Franqueses del Vallès |                      |                       | 41° 38′ 58″ N, 2° 18′ 49″ E / 41.6495059682908°N,2.31360065291578°E                                                         |                                                      |                                                 | Modifica les dades a Wikidata |
|        | Can Jordi Nou                     | masia                         | les Franqueses del Vallès |                      |                       | 41° 38′ 56″ N, 2° 18′ 37″ E / 41.6488834092617°N,2.31041291219141°E                                                         |                                                      |                                                 | Modifica les dades a Wikidata |
|        | Can Jordi Tries                   | masia                         | les Franqueses del Vallès |                      |                       | 41° 39′ 12″ N, 2° 16′ 46″ E / 41.6532964430896°N,2.27950105264604°E                                                         |                                                      |                                                 | Modifica les dades a Wikidata |
|        | Can Landa                         | masia                         | les Franqueses del Vallès |                      |                       | 41° 39′ 48″ N, 2° 18′ 16″ E / 41.6633939625925°N,2.30444452932746°E                                                         |                                                      |                                                 | Modifica les dades a Wikidata |
|        | Can Lari                          | masia                         | les Franqueses del Vallès |                      |                       | 41° 38′ 22″ N, 2° 17′ 52″ E / 41.6395559537817°N,2.29767677345014°E                                                         |                                                      |                                                 | Modifica les dades a Wikidata |
|        | Can Llampallas                    | masia                         | les Franqueses del Vallès |                      |                       | 41° 39′ 03″ N, 2° 17′ 14″ E / 41.65081°N,2.28727°E                                                                          | bé integrant del patrimoni cultural català           | Can Llampallas (les Franqueses del Vallès)      | Modifica les dades a Wikidata |
|        | Can Lloreda                       | masia                         | les Franqueses del Vallès | 213.4                |                       | 41° 38′ 37″ N, 2° 17′ 55″ E / 41.64363889°N,2.29859722°E                                                                    |                                                      |                                                 | Modifica les dades a Wikidata |
|        | Can Manel de la Serra             | masia                         | les Franqueses del Vallès |                      |                       | 41° 37′ 29″ N, 2° 18′ 10″ E / 41.6245895360068°N,2.30268895979624°E                                                         |                                                      |                                                 | Modifica les dades a Wikidata |
|        | Can Manells                       | masia                         | les Franqueses del Vallès |                      |                       | 41° 38′ 13″ N, 2° 19′ 38″ E / 41.6370302866723°N,2.32718047466047°E                                                         |                                                      |                                                 | Modifica les dades a Wikidata |
|        | Can Manent                        | masia                         | les Franqueses del Vallès |                      |                       | 41° 39′ 11″ N, 2° 17′ 25″ E / 41.6531925607143°N,2.29031087213274°E                                                         |                                                      |                                                 | Modifica les dades a Wikidata |
|        | Can Manuel                        | masia                         | les Franqueses del Vallès |                      |                       | 41° 40′ 13″ N, 2° 19′ 24″ E / 41.6704057712276°N,2.32326523811842°E                                                         |                                                      |                                                 | Modifica les dades a Wikidata |
|        | Can Manyosa                       | masia                         | les Franqueses del Vallès |                      |                       | 41° 40′ 40″ N, 2° 20′ 38″ E / 41.6777844665549°N,2.34378029839808°E                                                         |                                                      |                                                 | Modifica les dades a Wikidata |
|        | Can Marc                          | masia                         | les Franqueses del Vallès |                      |                       | 41° 40′ 33″ N, 2° 20′ 21″ E / 41.6759117547261°N,2.3391980118593°E                                                          |                                                      |                                                 | Modifica les dades a Wikidata |
|        | Can Margens                       | masia                         | les Franqueses del Vallès |                      |                       | 41° 38′ 39″ N, 2° 16′ 38″ E / 41.64427°N,2.27715°E                                                                          | bé integrant del patrimoni cultural català           | Can Margens (les Franqueses del Vallès)         | Modifica les dades a Wikidata |
|        | Can Mariano                       | masia                         | les Franqueses del Vallès |                      |                       | 41° 38′ 13″ N, 2° 18′ 24″ E / 41.6370615419836°N,2.30667281124626°E                                                         |                                                      |                                                 | Modifica les dades a Wikidata |
|        | Can Marieta                       | masia                         | les Franqueses del Vallès |                      |                       | 41° 37′ 10″ N, 2° 18′ 38″ E / 41.6193586555819°N,2.3105354878905°E                                                          |                                                      |                                                 | Modifica les dades a Wikidata |
|        | Can Marimon                       | masia                         | les Franqueses del Vallès |                      |                       | 41° 37′ 04″ N, 2° 18′ 37″ E / 41.6178353138517°N,2.31034766088265°E                                                         |                                                      |                                                 | Modifica les dades a Wikidata |
|        | Can Marquès                       | masia                         | les Franqueses del Vallès |                      |                       | 41° 37′ 23″ N, 2° 18′ 39″ E / 41.62306591346896°N,2.3109161853790288°E                                                      |                                                      |                                                 | Modifica les dades a Wikidata |
|        | Can Martí                         | masia                         | les Franqueses del Vallès |                      |                       | 41° 39′ 18″ N, 2° 17′ 20″ E / 41.6549497485009°N,2.28898249780748°E                                                         |                                                      |                                                 | Modifica les dades a Wikidata |
|        | Can Martí                         | masia                         | les Franqueses del Vallès |                      |                       | 41° 38′ 50″ N, 2° 19′ 26″ E / 41.647149888970915°N,2.323946356773377°E                                                      |                                                      |                                                 | Modifica les dades a Wikidata |
|        | Can Marí                          | masia                         | les Franqueses del Vallès |                      |                       | 41° 39′ 31″ N, 2° 19′ 47″ E / 41.65873°N,2.32972°E                                                                          | bé integrant del patrimoni cultural català           | Can Marí (les Franqueses del Vallès)            | Modifica les dades a Wikidata |
|        | Can Mateu                         | masia                         | les Franqueses del Vallès |                      |                       | 41° 37′ 29″ N, 2° 18′ 53″ E / 41.6248239140693°N,2.31470280378968°E                                                         |                                                      |                                                 | Modifica les dades a Wikidata |
|        | Can Mercer                        | masia                         | les Franqueses del Vallès |                      |                       | 41° 37′ 58″ N, 2° 18′ 20″ E / 41.632811615117°N,2.30542172487896°E                                                          | bé amb protecció urbanística                         |                                                 | Modifica les dades a Wikidata |
|        | Can Met Blai                      | masia                         | les Franqueses del Vallès |                      |                       | 41° 37′ 27″ N, 2° 18′ 41″ E / 41.6242539936629°N,2.31127562012776°E                                                         |                                                      |                                                 | Modifica les dades a Wikidata |
|        | Can Miquel de l'Alzina            | masia                         | les Franqueses del Vallès |                      |                       | 41° 41′ 08″ N, 2° 19′ 58″ E / 41.6856287244451°N,2.33267020901986°E                                                         |                                                      |                                                 | Modifica les dades a Wikidata |
|        | Can Miquel de la Reina            | masia                         | les Franqueses del Vallès |                      |                       | 41° 41′ 02″ N, 2° 20′ 02″ E / 41.6838251685554°N,2.3338543327508°E                                                          |                                                      |                                                 | Modifica les dades a Wikidata |
|        | Can Misses                        | masia                         | les Franqueses del Vallès |                      |                       | 41° 38′ 29″ N, 2° 18′ 00″ E / 41.6412633219408°N,2.29997566499714°E                                                         |                                                      |                                                 | Modifica les dades a Wikidata |
|        | Can Monells                       | masia                         | les Franqueses del Vallès |                      |                       | 41° 40′ 19″ N, 2° 19′ 07″ E / 41.6719009101858°N,2.31868459533045°E                                                         |                                                      | Can Monells (les Franqueses del Vallès)         | Modifica les dades a Wikidata |
|        | Can Morera                        | masia                         | les Franqueses del Vallès |                      |                       | 41° 38′ 53″ N, 2° 17′ 47″ E / 41.64801°N,2.29646°E                                                                          | bé integrant del patrimoni cultural català           | Can Morera (les Franqueses del Vallès)          | Modifica les dades a Wikidata |
|        | Can Moret                         | masia                         | les Franqueses del Vallès |                      |                       | 41° 38′ 48″ N, 2° 17′ 24″ E / 41.6466690920042°N,2.28993815719436°E                                                         |                                                      |                                                 | Modifica les dades a Wikidata |
|        | Can Muntaner                      | masia                         | les Franqueses del Vallès |                      |                       | 41° 39′ 28″ N, 2° 17′ 15″ E / 41.6578050440357°N,2.28753385537864°E                                                         |                                                      |                                                 | Modifica les dades a Wikidata |
|        | Can Nau                           | masia                         | les Franqueses del Vallès |                      |                       | 41° 39′ 31″ N, 2° 17′ 10″ E / 41.6586691357977°N,2.28598696912748°E                                                         |                                                      |                                                 | Modifica les dades a Wikidata |
|        | Can Noguera                       | masia                         | les Franqueses del Vallès |                      |                       | 41° 38′ 02″ N, 2° 19′ 11″ E / 41.63399242128107°N,2.3196655511856084°E                                                      |                                                      |                                                 | Modifica les dades a Wikidata |
|        | Can Novell                        | masia                         | les Franqueses del Vallès |                      |                       | 41° 38′ 41″ N, 2° 17′ 52″ E / 41.6448440472966°N,2.29782348572617°E                                                         |                                                      |                                                 | Modifica les dades a Wikidata |
|        | Can Pagès d'Avall                 | masia                         | les Franqueses del Vallès |                      |                       | 41° 38′ 01″ N, 2° 18′ 27″ E / 41.6335985675491°N,2.30746630105456°E                                                         |                                                      |                                                 | Modifica les dades a Wikidata |
|        | Can Paituví                       | masia                         | les Franqueses del Vallès |                      |                       | 41° 39′ 21″ N, 2° 19′ 52″ E / 41.6558060771395°N,2.33110457137681°E                                                         |                                                      |                                                 | Modifica les dades a Wikidata |
|        | Can Palau Nou                     | masia                         | les Franqueses del Vallès |                      |                       | 41° 38′ 22″ N, 2° 17′ 35″ E / 41.63936490907°N,2.29296007341714°E                                                           |                                                      |                                                 | Modifica les dades a Wikidata |
|        | Can Parets                        | masia                         | les Franqueses del Vallès |                      |                       | 41° 39′ 24″ N, 2° 17′ 40″ E / 41.6565777962896°N,2.29446528831477°E                                                         |                                                      |                                                 | Modifica les dades a Wikidata |
|        | Can Pau Drac                      | masia                         | les Franqueses del Vallès |                      |                       | 41° 37′ 29″ N, 2° 19′ 15″ E / 41.624652314125°N,2.32069478446665°E                                                          |                                                      |                                                 | Modifica les dades a Wikidata |
|        | Can Pau Salomó                    | masia                         | les Franqueses del Vallès |                      |                       | 41° 38′ 44″ N, 2° 18′ 30″ E / 41.6455645062279°N,2.30820276728702°E                                                         |                                                      |                                                 | Modifica les dades a Wikidata |
|        | Can Pelat                         | masia                         | les Franqueses del Vallès |                      |                       | 41° 38′ 20″ N, 2° 17′ 50″ E / 41.6388681530861°N,2.29714392780487°E                                                         |                                                      |                                                 | Modifica les dades a Wikidata |
|        | Can Pep Tarafa                    | masia                         | les Franqueses del Vallès |                      |                       | 41° 38′ 33″ N, 2° 18′ 36″ E / 41.6426213204057°N,2.31005941486209°E                                                         |                                                      |                                                 | Modifica les dades a Wikidata |
|        | Can Pepe                          | masia                         | les Franqueses del Vallès |                      |                       | 41° 39′ 05″ N, 2° 18′ 43″ E / 41.6514501978874°N,2.31187469130091°E                                                         |                                                      |                                                 | Modifica les dades a Wikidata |
|        | Can Pere de l'Om                  | masia                         | les Franqueses del Vallès |                      |                       | 41° 38′ 30″ N, 2° 18′ 39″ E / 41.6417886065096°N,2.31088480864692°E                                                         |                                                      |                                                 | Modifica les dades a Wikidata |
|        | Can Pere Saüquet                  | masia                         | les Franqueses del Vallès |                      |                       | 41° 40′ 11″ N, 2° 19′ 15″ E / 41.6698326972483°N,2.3207846054664°E                                                          |                                                      | Can Pere Sauquet                                | Modifica les dades a Wikidata |
|        | Can Perera                        | masia                         | les Franqueses del Vallès |                      |                       | 41° 38′ 34″ N, 2° 19′ 22″ E / 41.6429047275332°N,2.32288063979004°E                                                         |                                                      |                                                 | Modifica les dades a Wikidata |
|        | Can Periques                      | masia                         | les Franqueses del Vallès |                      |                       | 41° 38′ 36″ N, 2° 17′ 52″ E / 41.6434034393724°N,2.29791117357212°E                                                         |                                                      |                                                 | Modifica les dades a Wikidata |
|        | Can Picarol                       | masia                         | les Franqueses del Vallès |                      |                       | 41° 41′ 05″ N, 2° 20′ 14″ E / 41.684808181953°N,2.33718450698565°E                                                          |                                                      |                                                 | Modifica les dades a Wikidata |
|        | Can Pinet                         | masia                         | les Franqueses del Vallès |                      |                       | 41° 40′ 46″ N, 2° 20′ 32″ E / 41.6795142896425°N,2.34228493707536°E                                                         |                                                      |                                                 | Modifica les dades a Wikidata |
|        | Can Plans                         | masia                         | les Franqueses del Vallès |                      |                       | 41° 37′ 33″ N, 2° 18′ 58″ E / 41.62575260267135°N,2.3161196708679204°E                                                      |                                                      |                                                 | Modifica les dades a Wikidata |
|        | Can Poses                         | masia                         | les Franqueses del Vallès |                      |                       | 41° 38′ 54″ N, 2° 17′ 16″ E / 41.6483393446433°N,2.2876621765203°E                                                          |                                                      |                                                 | Modifica les dades a Wikidata |
|        | Can Pous                          | masia                         | les Franqueses del Vallès |                      |                       | 41° 38′ 40″ N, 2° 17′ 56″ E / 41.6444905282386°N,2.29893206117307°E                                                         |                                                      |                                                 | Modifica les dades a Wikidata |
|        | Can Pous de Baix                  | masia                         | les Franqueses del Vallès |                      |                       | 41° 38′ 39″ N, 2° 17′ 49″ E / 41.644262637476°N,2.29701325643077°E                                                          |                                                      |                                                 | Modifica les dades a Wikidata |
|        | Can Puig-oriol Gros               | masia                         | les Franqueses del Vallès |                      |                       | 41° 40′ 23″ N, 2° 20′ 27″ E / 41.6729218757956°N,2.34085038950588°E                                                         |                                                      |                                                 | Modifica les dades a Wikidata |
|        | Can Puig-oriol Xic                | masia                         | les Franqueses del Vallès |                      |                       | 41° 40′ 22″ N, 2° 20′ 28″ E / 41.672760790526°N,2.34103223211428°E                                                          |                                                      |                                                 | Modifica les dades a Wikidata |
|        | Can Pujol                         | masia                         | les Franqueses del Vallès |                      |                       | 41° 38′ 23″ N, 2° 19′ 45″ E / 41.639788953344°N,2.32914496699486°E                                                          |                                                      |                                                 | Modifica les dades a Wikidata |
|        | Can Quim                          | masia                         | les Franqueses del Vallès |                      |                       | 41° 39′ 31″ N, 2° 17′ 15″ E / 41.6585521374793°N,2.28745355720699°E                                                         |                                                      |                                                 | Modifica les dades a Wikidata |
|        | Can Quintana                      | masia                         | les Franqueses del Vallès |                      |                       | 41° 40′ 17″ N, 2° 20′ 46″ E / 41.67143036301°N,2.34622341782226°E                                                           |                                                      |                                                 | Modifica les dades a Wikidata |
|        | Can Rafael                        | masia                         | les Franqueses del Vallès |                      |                       | 41° 40′ 55″ N, 2° 20′ 02″ E / 41.6818797522876°N,2.33387439792606°E                                                         |                                                      |                                                 | Modifica les dades a Wikidata |
|        | Can Rafel de les Botges           | masia                         | les Franqueses del Vallès |                      |                       | 41° 40′ 23″ N, 2° 20′ 44″ E / 41.6730123791817°N,2.34565479634579°E                                                         |                                                      |                                                 | Modifica les dades a Wikidata |
|        | Can Rajol                         | masia                         | les Franqueses del Vallès |                      | enderrocat o destruït | 41° 39′ 31″ N, 2° 17′ 42″ E / 41.6586621348603°N,2.29506709198746°E                                                         |                                                      | Can Rajol                                       | Modifica les dades a Wikidata |
|        | Can Ramis                         | masia                         | les Franqueses del Vallès |                      |                       | 41° 39′ 01″ N, 2° 19′ 15″ E / 41.65021°N,2.3208°E                                                                           | bé integrant del patrimoni cultural català           | Can Ramis (les Franqueses del Vallès)           | Modifica les dades a Wikidata |
|        | Can Reverter                      | masia                         | les Franqueses del Vallès |                      |                       | 41° 38′ 02″ N, 2° 18′ 05″ E / 41.6338507490202°N,2.30150860644045°E                                                         |                                                      |                                                 | Modifica les dades a Wikidata |
|        | Can Reverter de la Serra          | masia                         | les Franqueses del Vallès |                      |                       | 41° 37′ 18″ N, 2° 17′ 52″ E / 41.6215426648691°N,2.29784826225402°E                                                         |                                                      |                                                 | Modifica les dades a Wikidata |
|        | Can Ribes                         | masia                         | les Franqueses del Vallès |                      |                       | 41° 37′ 54″ N, 2° 17′ 33″ E / 41.631591796875°N,2.292388916015625°E                                                         |                                                      |                                                 | Modifica les dades a Wikidata |
|        | Can Riera                         | masia                         | les Franqueses del Vallès |                      |                       | 41° 39′ 37″ N, 2° 19′ 40″ E / 41.66027°N,2.32788°E                                                                          | bé integrant del patrimoni cultural català           | Can Riera (les Franqueses del Vallès)           | Modifica les dades a Wikidata |
|        | Can Rodoreda                      | masia                         | les Franqueses del Vallès |                      |                       | 41° 38′ 57″ N, 2° 17′ 28″ E / 41.6492709767825°N,2.29120654687379°E                                                         |                                                      |                                                 | Modifica les dades a Wikidata |
|        | Can Rovira de Villar              | masia casa pairal             | les Franqueses del Vallès |                      |                       | 41° 39′ 21″ N, 2° 18′ 09″ E / 41.65587°N,2.30244°E                                                                          | bé integrant del patrimoni cultural català           | Can Rovira del Villar                           | Modifica les dades a Wikidata |
|        | Can Ruqueries                     | masia                         | les Franqueses del Vallès |                      |                       | 41° 39′ 15″ N, 2° 17′ 25″ E / 41.6542276431354°N,2.29019142135279°E                                                         |                                                      |                                                 | Modifica les dades a Wikidata |
|        | Can Sabater                       | masia                         | les Franqueses del Vallès |                      |                       | 41° 39′ 04″ N, 2° 20′ 14″ E / 41.6510491413004°N,2.33712237784643°E                                                         |                                                      |                                                 | Modifica les dades a Wikidata |
|        | Can Sala                          | masia                         | les Franqueses del Vallès |                      |                       | 41° 39′ 43″ N, 2° 19′ 26″ E / 41.66183°N,2.32387°E                                                                          | bé integrant del patrimoni cultural català           |                                                 | Modifica les dades a Wikidata |
|        | Can Santa Digna                   | masia residència de gent gran | les Franqueses del Vallès | 216                  |                       | 41° 39′ 35″ N, 2° 17′ 38″ E / 41.659623°N,2.294008°E                                                                        |                                                      | Can Santa Digna                                 | Modifica les dades a Wikidata |
|        | Can Santpere de la Torre          | masia                         | les Franqueses del Vallès |                      |                       | 41° 37′ 25″ N, 2° 17′ 31″ E / 41.6236139061176°N,2.29190775241325°E                                                         |                                                      |                                                 | Modifica les dades a Wikidata |
|        | Can Seguí                         | masia                         | les Franqueses del Vallès |                      |                       | 41° 41′ 00″ N, 2° 20′ 04″ E / 41.683279527321°N,2.3345087833021°E                                                           |                                                      |                                                 | Modifica les dades a Wikidata |
|        | Can Serra                         | masia                         | les Franqueses del Vallès |                      |                       | 41° 39′ 46″ N, 2° 20′ 23″ E / 41.6626825265492°N,2.33958552749748°E                                                         |                                                      |                                                 | Modifica les dades a Wikidata |
|        | Can Sobirana                      | masia                         | les Franqueses del Vallès |                      |                       | 41° 38′ 19″ N, 2° 19′ 55″ E / 41.6385711994109°N,2.33193119554147°E                                                         |                                                      |                                                 | Modifica les dades a Wikidata |
|        | Can Sobrefenc                     | masia                         | les Franqueses del Vallès |                      |                       | 41° 39′ 09″ N, 2° 18′ 46″ E / 41.6523931307013°N,2.31290948073357°E                                                         |                                                      |                                                 | Modifica les dades a Wikidata |
|        | Can Sorgues                       | masia                         | les Franqueses del Vallès |                      |                       | 41° 39′ 14″ N, 2° 17′ 12″ E / 41.6539442983527°N,2.28661562228935°E                                                         |                                                      | Can Sorgues                                     | Modifica les dades a Wikidata |
|        | Can Suquet                        | masia                         | les Franqueses del Vallès |                      |                       | 41° 40′ 18″ N, 2° 20′ 10″ E / 41.67179°N,2.33607°E                                                                          | bé integrant del patrimoni cultural català           |                                                 | Modifica les dades a Wikidata |
|        | Can Suquet de la Serra            | masia                         | les Franqueses del Vallès |                      |                       | 41° 40′ 42″ N, 2° 20′ 27″ E / 41.6783887325178°N,2.34077057845606°E                                                         |                                                      |                                                 | Modifica les dades a Wikidata |
|        | Can Suquet del Pla                | masia                         | les Franqueses del Vallès |                      |                       | 41° 40′ 09″ N, 2° 19′ 58″ E / 41.6690648175134°N,2.33269715051974°E                                                         |                                                      | Can Suquet del Pla                              | Modifica les dades a Wikidata |
|        | Can Tarafa                        | masia                         | les Franqueses del Vallès |                      |                       | 41° 38′ 35″ N, 2° 18′ 59″ E / 41.64319°N,2.31637°E                                                                          | bé integrant del patrimoni cultural català           | Can Tarafa (les Franqueses del Vallès)          | Modifica les dades a Wikidata |
|        | Can Taulet                        | masia                         | les Franqueses del Vallès | 207                  |                       | 41° 39′ 07″ N, 2° 17′ 44″ E / 41.651944°N,2.295418°E                                                                        |                                                      | Can Taulet                                      | Modifica les dades a Wikidata |
|        | Can Tomàs                         | masia                         | les Franqueses del Vallès |                      |                       | 41° 36′ 52″ N, 2° 18′ 49″ E / 41.614457686138°N,2.3135436049343°E                                                           |                                                      |                                                 | Modifica les dades a Wikidata |
|        | Can Toni                          | masia                         | les Franqueses del Vallès |                      |                       | 41° 38′ 57″ N, 2° 16′ 54″ E / 41.6492382059339°N,2.28157577622633°E                                                         |                                                      |                                                 | Modifica les dades a Wikidata |
|        | Can Torrents                      | masia                         | les Franqueses del Vallès | 247                  |                       | 41° 39′ 17″ N, 2° 19′ 30″ E / 41.6548155019294°N,2.32497774185845°E                                                         |                                                      | Can Torrents (les Franqueses del Vallès)        | Modifica les dades a Wikidata |
|        | Can Tort                          | masia                         | les Franqueses del Vallès |                      |                       | 41° 38′ 28″ N, 2° 19′ 31″ E / 41.6410356928393°N,2.32516960102921°E                                                         |                                                      |                                                 | Modifica les dades a Wikidata |
|        | Can Trias                         | masia                         | les Franqueses del Vallès |                      |                       | 41° 39′ 11″ N, 2° 17′ 13″ E / 41.653°N,2.286976°E                                                                           | bé integrant del patrimoni cultural català           | Can Trias (les Franqueses del Vallès)           | Modifica les dades a Wikidata |
|        | Can Tries                         | masia                         | les Franqueses del Vallès |                      |                       | 41° 38′ 55″ N, 2° 17′ 07″ E / 41.64859°N,2.285207°E                                                                         |                                                      |                                                 | Modifica les dades a Wikidata |
|        | Can Valls Gros                    | masia                         | les Franqueses del Vallès | 246                  |                       | 41° 39′ 18″ N, 2° 19′ 42″ E / 41.6551316461156°N,2.32820513005791°E                                                         |                                                      | Can Valls Gros                                  | Modifica les dades a Wikidata |
|        | Can Verges                        | masia                         | les Franqueses del Vallès |                      |                       | 41° 38′ 53″ N, 2° 17′ 23″ E / 41.6481902310052°N,2.28976534099772°E                                                         |                                                      |                                                 | Modifica les dades a Wikidata |
|        | Can Viure                         | masia                         | les Franqueses del Vallès |                      |                       | 41° 39′ 30″ N, 2° 19′ 24″ E / 41.6582°N,2.32329°E                                                                           | bé integrant del patrimoni cultural català           | Can Viure                                       | Modifica les dades a Wikidata |
|        | Can Xap                           | masia                         | les Franqueses del Vallès | 192                  |                       | 41° 37′ 32″ N, 2° 18′ 04″ E / 41.6254717116241°N,2.30111887163022°E                                                         |                                                      | Can Xap                                         | Modifica les dades a Wikidata |
|        | Can Xerric                        | masia                         | les Franqueses del Vallès |                      |                       | 41° 38′ 08″ N, 2° 17′ 09″ E / 41.6355193902612°N,2.28576227826868°E                                                         |                                                      |                                                 | Modifica les dades a Wikidata |
|        | Can Xica                          | masia                         | les Franqueses del Vallès |                      |                       | 41° 38′ 59″ N, 2° 19′ 01″ E / 41.6496968373137°N,2.31691310636268°E                                                         |                                                      |                                                 | Modifica les dades a Wikidata |
|        | Casa Garriga                      | masia                         | les Franqueses del Vallès |                      |                       | 41° 37′ 56″ N, 2° 18′ 11″ E / 41.63212802897198°N,2.3030787706375127°E                                                      | bé amb protecció urbanística                         |                                                 | Modifica les dades a Wikidata |
|        | el Molí                           | masia                         | les Franqueses del Vallès |                      |                       | 41° 39′ 06″ N, 2° 19′ 08″ E / 41.6516455791298°N,2.31897013543347°E                                                         |                                                      |                                                 | Modifica les dades a Wikidata |
|        | el Molí                           | masia                         | les Franqueses del Vallès | 184                  |                       | 41° 38′ 08″ N, 2° 17′ 41″ E / 41.635563°N,2.294811°E                                                                        |                                                      | El Molí (les Franqueses del Vallès)             | Modifica les dades a Wikidata |
|        | Mas Avel·lí                       | masia                         | les Franqueses del Vallès | 195                  |                       | 41° 38′ 07″ N, 2° 18′ 38″ E / 41.6351751824101°N,2.31052303309026°E                                                         |                                                      | Mas Avel·lí                                     | Modifica les dades a Wikidata |
|        | Mas Recordà                       | masia                         | les Franqueses del Vallès |                      |                       | 41° 38′ 51″ N, 2° 18′ 22″ E / 41.6474250600652°N,2.30605734824697°E                                                         |                                                      |                                                 | Modifica les dades a Wikidata |
|        | Torre de Marata                   | masia casa forta              | les Franqueses del Vallès |                      |                       | 41° 38′ 47″ N, 2° 19′ 23″ E / 41.646379°N,2.323189°E                                                                        | bé d'interès cultural bé cultural d'interès nacional | Torre de Marata (les Franqueses del Vallès)     | Modifica les dades a Wikidata |
|        | Torre de Seva                     | masia casa forta              | les Franqueses del Vallès |                      |                       | 41° 38′ 47″ N, 2° 18′ 59″ E / 41.64638889°N,2.31630556°E                                                                    | bé d'interès cultural bé cultural d'interès nacional | Torre de Seva                                   | Modifica les dades a Wikidata |
|        | Torre Nova                        | masia                         | les Franqueses del Vallès |                      |                       | 41° 38′ 54″ N, 2° 19′ 25″ E / 41.64822°N,2.32361°E                                                                          | bé integrant del patrimoni cultural català           | Torre Nova (les Franqueses del Vallès)          | Modifica les dades a Wikidata |
|        | Ca l'Amic                         | masia                         | Mollet del Vallès         | 113                  |                       | 41° 33′ 57″ N, 2° 11′ 32″ E / 41.5657°N,2.1922°E                                                                            | bé cultural d'interès local                          | Conjunt de ca l'Andreu, cal Ferrat, ca l'Antich | Modifica les dades a Wikidata |
|        | Can Besora                        | masia                         | Mollet del Vallès         |                      |                       | 41° 32′ 42″ N, 2° 12′ 03″ E / 41.5449516774686°N,2.20089069330808°E                                                         |                                                      |                                                 | Modifica les dades a Wikidata |
|        | Can Borrell                       | masia casa forta              | Mollet del Vallès         |                      |                       | 41° 32′ 48″ N, 2° 12′ 18″ E / 41.5466°N,2.2049°E                                                                            | bé cultural d'interès local                          | Can Borrell (Mollet del Vallès)                 | Modifica les dades a Wikidata |
|        | Can Castellà                      | masia                         | Mollet del Vallès         |                      |                       | 41° 33′ 49″ N, 2° 11′ 32″ E / 41.563575°N,2.1921°E                                                                          |                                                      |                                                 | Modifica les dades a Wikidata |
|        | Can Cruz                          | masia                         | Mollet del Vallès         | 107                  |                       | 41° 33′ 47″ N, 2° 11′ 58″ E / 41.5631007547743°N,2.19951579947289°E                                                         |                                                      | Can Cruz                                        | Modifica les dades a Wikidata |
|        | Can Cònsol                        | masia                         | Mollet del Vallès         | 122                  |                       | 41° 33′ 44″ N, 2° 12′ 34″ E / 41.5620880964458°N,2.20937431324416°E                                                         |                                                      | Can Cònsol (Mollet del Vallès)                  | Modifica les dades a Wikidata |
|        | Can Flequer i Can Pantiquet       | masia                         | Mollet del Vallès         |                      |                       | 41° 32′ 48″ N, 2° 13′ 08″ E / 41.5466°N,2.21898°E                                                                           | bé cultural d'interès local                          | Can Flequer i Can Pantiquet                     | Modifica les dades a Wikidata |
|        | Can Fonolleda                     | masia                         | Mollet del Vallès         |                      |                       | 41° 33′ 16″ N, 2° 12′ 33″ E / 41.5543136700221°N,2.20920525532676°E                                                         |                                                      |                                                 | Modifica les dades a Wikidata |
|        | Can Jaume de Mogoda               | masia                         | Mollet del Vallès         | 55                   |                       | 41° 31′ 49″ N, 2° 12′ 30″ E / 41.530222710089°N,2.20840792165997°E                                                          |                                                      | Can Jaume de Mogoda                             | Modifica les dades a Wikidata |
|        | Can Jaume Magre                   | masia                         | Mollet del Vallès         | 115                  |                       | 41° 33′ 57″ N, 2° 12′ 02″ E / 41.5657118016578°N,2.20065892227733°E                                                         |                                                      | Can Jaume Magre                                 | Modifica les dades a Wikidata |
|        | Can Jornet de Gallecs             | masia                         | Mollet del Vallès         |                      |                       | 41° 33′ 36″ N, 2° 12′ 08″ E / 41.5599°N,2.20219°E                                                                           | bé cultural d'interès local                          | Can Jornet de Gallecs                           | Modifica les dades a Wikidata |
|        | Can Magre                         | masia                         | Mollet del Vallès         |                      |                       | 41° 33′ 51″ N, 2° 11′ 46″ E / 41.5642024669199°N,2.19604818880899°E                                                         |                                                      |                                                 | Modifica les dades a Wikidata |
|        | Can Mular                         | masia                         | Mollet del Vallès         |                      |                       | 41° 34′ 13″ N, 2° 11′ 45″ E / 41.5702°N,2.1957°E                                                                            | bé cultural d'interès local                          |                                                 | Modifica les dades a Wikidata |
|        | Can Prats                         | masia                         | Mollet del Vallès         |                      |                       | 41° 32′ 49″ N, 2° 13′ 07″ E / 41.5468928535577°N,2.21859985764335°E                                                         |                                                      |                                                 | Modifica les dades a Wikidata |
|        | Can Roca                          | masia                         | Mollet del Vallès         |                      |                       | 41° 32′ 59″ N, 2° 13′ 26″ E / 41.5497657239477°N,2.22385304604059°E                                                         |                                                      |                                                 | Modifica les dades a Wikidata |
|        | Can Ros                           | masia                         | Mollet del Vallès         |                      |                       | 41° 33′ 04″ N, 2° 13′ 09″ E / 41.5510312526667°N,2.21919751780941°E                                                         |                                                      |                                                 | Modifica les dades a Wikidata |
|        | Can Salvi                         | masia                         | Mollet del Vallès         | 95                   |                       | 41° 33′ 38″ N, 2° 11′ 59″ E / 41.5606605005994°N,2.19961787056137°E                                                         |                                                      | Can Salvi (Mollet del Vallès)                   | Modifica les dades a Wikidata |
|        | Can Veire                         | masia                         | Mollet del Vallès         |                      |                       | 41° 34′ 25″ N, 2° 11′ 54″ E / 41.573567501978°N,2.19827106234202°E                                                          |                                                      |                                                 | Modifica les dades a Wikidata |
|        | Can Vila                          | masia                         | Mollet del Vallès         |                      |                       | 41° 33′ 20″ N, 2° 13′ 02″ E / 41.5555°N,2.2171°E                                                                            | bé cultural d'interès local                          | Can Vila (Mollet del Vallès)                    | Modifica les dades a Wikidata |
|        | Can Xalet                         | masia                         | Mollet del Vallès         | 108                  |                       | 41° 33′ 53″ N, 2° 12′ 03″ E / 41.564718°N,2.200896°E                                                                        |                                                      | Can Xalet (Mollet del Vallès)                   | Modifica les dades a Wikidata |
|        | Centre Cultural La Marineta       | masia hostal centre cultural  | Mollet del Vallès         |                      | bon estat             | 41° 32′ 23″ N, 2° 12′ 49″ E / 41.53976821899414°N,2.2136049270629883°E                                                      | bé cultural d'interès local                          | Centre Cultural La Marineta                     | Modifica les dades a Wikidata |
|        | la Torreta                        | masia                         | Mollet del Vallès         |                      |                       | 41° 33′ 20″ N, 2° 11′ 55″ E / 41.5556012670007°N,2.19873296240223°E                                                         |                                                      |                                                 | Modifica les dades a Wikidata |
|        | la Vinyota                        | masia                         | Mollet del Vallès         |                      |                       | 41° 32′ 46″ N, 2° 13′ 17″ E / 41.5461193884799°N,2.22142676546239°E                                                         |                                                      |                                                 | Modifica les dades a Wikidata |
|        | Can Butjosa                       | masia                         | Montmeló                  |                      |                       | 41° 33′ 21″ N, 2° 14′ 34″ E / 41.555773°N,2.2427°E                                                                          | bé cultural d'interès local                          |                                                 | Modifica les dades a Wikidata |
|        | Can Carreter                      | masia                         | Montmeló                  | 77                   |                       | 41° 33′ 03″ N, 2° 14′ 46″ E / 41.550759°N,2.246081°E                                                                        | bé cultural d'interès local                          | Can Carreter (Montmeló)                         | Modifica les dades a Wikidata |
|        | Can Cònsol                        | masia                         | Montmeló                  |                      |                       | 41° 33′ 29″ N, 2° 15′ 03″ E / 41.558087002269°N,2.25079541149246°E                                                          |                                                      |                                                 | Modifica les dades a Wikidata |
|        | Can Guitet                        | masia                         | Montmeló                  |                      |                       | 41° 33′ 52″ N, 2° 15′ 02″ E / 41.564426°N,2.250574°E                                                                        | bé cultural d'interès local                          | Can Guitet                                      | Modifica les dades a Wikidata |
|        | Can Gurgui                        | masia                         | Montmeló                  |                      |                       | 41° 32′ 51″ N, 2° 14′ 09″ E / 41.5474957089054°N,2.23593016917151°E                                                         |                                                      |                                                 | Modifica les dades a Wikidata |
|        | Can Puig                          | masia                         | Montmeló                  |                      |                       | 41° 32′ 57″ N, 2° 14′ 28″ E / 41.549295°N,2.241189°E                                                                        | bé cultural d'interès local                          | Can Puig (Montmeló)                             | Modifica les dades a Wikidata |
|        | Can Sala                          | masia                         | Montmeló                  |                      |                       | 41° 33′ 13″ N, 2° 14′ 42″ E / 41.5535279718034°N,2.24508031998756°E                                                         |                                                      |                                                 | Modifica les dades a Wikidata |
|        | Can Tacó                          | masia                         | Montmeló                  |                      |                       | 41° 32′ 56″ N, 2° 15′ 23″ E / 41.548827°N,2.256518°E                                                                        | bé integrant del patrimoni cultural català           | Can Tacó (Montmeló)                             | Modifica les dades a Wikidata |
|        | Mas Moreneta                      | masia                         | Montmeló                  |                      |                       | 41° 34′ 07″ N, 2° 15′ 30″ E / 41.568719°N,2.258243°E                                                                        | bé cultural d'interès local                          |                                                 | Modifica les dades a Wikidata |
|        | Torre Pardalera                   | masia                         | Montmeló                  |                      | enderrocat o destruït | 41° 34′ 06″ N, 2° 15′ 31″ E / 41.568396°N,2.258516°E                                                                        | bé integrant del patrimoni cultural català           |                                                 | Modifica les dades a Wikidata |
|        | Cal Jardiner                      | masia                         | Parets del Vallès         |                      |                       | 41° 34′ 12″ N, 2° 13′ 23″ E / 41.5700710778361°N,2.22296235501395°E                                                         |                                                      |                                                 | Modifica les dades a Wikidata |
|        | Can Berenguer                     | masia                         | Parets del Vallès         |                      |                       | 41° 33′ 37″ N, 2° 13′ 50″ E / 41.560379°N,2.230628°E                                                                        |                                                      |                                                 | Modifica les dades a Wikidata |
|        | Can Bona                          | masia                         | Parets del Vallès         |                      |                       | 41° 34′ 47″ N, 2° 15′ 12″ E / 41.5796854833955°N,2.25342485951925°E                                                         |                                                      |                                                 | Modifica les dades a Wikidata |
|        | Can Botjosa                       | masia                         | Parets del Vallès         |                      |                       | 41° 33′ 40″ N, 2° 13′ 10″ E / 41.5611030750001°N,2.21944805466559°E                                                         |                                                      |                                                 | Modifica les dades a Wikidata |
|        | Can Bullícia                      | masia                         | Parets del Vallès         |                      |                       | 41° 34′ 16″ N, 2° 13′ 10″ E / 41.571146313682°N,2.21947109565849°E                                                          |                                                      |                                                 | Modifica les dades a Wikidata |
|        | Can Calau                         | masia                         | Parets del Vallès         |                      |                       | 41° 33′ 56″ N, 2° 13′ 01″ E / 41.565461°N,2.216976°E                                                                        | bé cultural d'interès local                          |                                                 | Modifica les dades a Wikidata |
|        | Can Cot                           | masia                         | Parets del Vallès         | 102                  |                       | 41° 33′ 56″ N, 2° 14′ 21″ E / 41.565515°N,2.239295°E                                                                        | bé cultural d'interès local                          | Can Cot (Parets del Vallès)                     | Modifica les dades a Wikidata |
|        | Can Cremapallers                  | masia                         | Parets del Vallès         |                      |                       | 41° 33′ 54″ N, 2° 13′ 18″ E / 41.5651347788407°N,2.22158230888662°E                                                         |                                                      |                                                 | Modifica les dades a Wikidata |
|        | Can Déu                           | masia                         | Parets del Vallès         | 89                   |                       | 41° 34′ 06″ N, 2° 14′ 33″ E / 41.5683555039078°N,2.24258091268929°E                                                         |                                                      | Can Déu (Parets del Vallès)                     | Modifica les dades a Wikidata |
|        | Can Filomeno                      | masia                         | Parets del Vallès         |                      |                       | 41° 34′ 12″ N, 2° 13′ 48″ E / 41.5700019978626°N,2.23009972133269°E                                                         |                                                      |                                                 | Modifica les dades a Wikidata |
|        | Can Font                          | masia                         | Parets del Vallès         |                      |                       | 41° 33′ 56″ N, 2° 13′ 11″ E / 41.5655100293439°N,2.21980278905623°E                                                         |                                                      |                                                 | Modifica les dades a Wikidata |
|        | Can Fradera                       | masia                         | Parets del Vallès         |                      |                       | 41° 34′ 32″ N, 2° 14′ 13″ E / 41.5754341972663°N,2.23698042789418°E                                                         |                                                      |                                                 | Modifica les dades a Wikidata |
|        | Can Galtatallada                  | masia                         | Parets del Vallès         |                      |                       | 41° 34′ 44″ N, 2° 14′ 22″ E / 41.5789367329298°N,2.23950631021947°E                                                         |                                                      |                                                 | Modifica les dades a Wikidata |
|        | Can Garcia                        | masia                         | Parets del Vallès         |                      |                       | 41° 34′ 13″ N, 2° 13′ 42″ E / 41.5704138077135°N,2.22837965253736°E                                                         |                                                      |                                                 | Modifica les dades a Wikidata |
|        | Can Gispert                       | masia                         | Parets del Vallès         |                      |                       | 41° 34′ 37″ N, 2° 13′ 49″ E / 41.5770641566158°N,2.2301717948302°E                                                          |                                                      |                                                 | Modifica les dades a Wikidata |
|        | Can Guasch                        | masia                         | Parets del Vallès         | 102                  |                       | 41° 34′ 32″ N, 2° 14′ 54″ E / 41.575668°N,2.248302°E                                                                        | bé cultural d'interès local                          | Can Guasch (Parets del Vallès)                  | Modifica les dades a Wikidata |
|        | Can Gàbia                         | masia                         | Parets del Vallès         |                      |                       | 41° 34′ 11″ N, 2° 13′ 38″ E / 41.5696222657425°N,2.22720165475544°E                                                         |                                                      |                                                 | Modifica les dades a Wikidata |
|        | Can Jornet de Parets              | masia                         | Parets del Vallès         |                      |                       | 41° 33′ 38″ N, 2° 12′ 51″ E / 41.560582°N,2.214217°E                                                                        | bé cultural d'interès local                          | Can Jornet de Parets                            | Modifica les dades a Wikidata |
|        | Can Manxa                         | masia                         | Parets del Vallès         |                      |                       | |                                                      |                                                 | Modifica les dades a Wikidata |
|        | Can Massó                         | masia                         | Parets del Vallès         |                      |                       | 41° 34′ 49″ N, 2° 14′ 49″ E / 41.580249°N,2.247073°E                                                                        | bé cultural d'interès local                          | Can Massó (Parets del Vallès)                   | Modifica les dades a Wikidata |
|        | Can Mateu                         | masia                         | Parets del Vallès         |                      |                       | 41° 34′ 09″ N, 2° 13′ 57″ E / 41.5692885051269°N,2.23250700326274°E                                                         |                                                      |                                                 | Modifica les dades a Wikidata |
|        | Can Merengues                     | masia                         | Parets del Vallès         |                      |                       | 41° 33′ 51″ N, 2° 13′ 04″ E / 41.564241°N,2.217801°E                                                                        | bé cultural d'interès local                          |                                                 | Modifica les dades a Wikidata |
|        | Can Munts                         | masia                         | Parets del Vallès         |                      |                       | 41° 34′ 36″ N, 2° 13′ 38″ E / 41.5766037685009°N,2.22733435115343°E                                                         |                                                      |                                                 | Modifica les dades a Wikidata |
|        | Can Músic                         | masia                         | Parets del Vallès         |                      |                       | 41° 33′ 42″ N, 2° 12′ 58″ E / 41.561731°N,2.216188°E                                                                        |                                                      |                                                 | Modifica les dades a Wikidata |
|        | Can Neri                          | masia                         | Parets del Vallès         |                      |                       | 41° 34′ 47″ N, 2° 15′ 14″ E / 41.579859183086°N,2.2539305967511°E                                                           |                                                      |                                                 | Modifica les dades a Wikidata |
|        | Can Pallarès                      | masia                         | Parets del Vallès         |                      |                       | 41° 33′ 48″ N, 2° 13′ 10″ E / 41.5632741345007°N,2.21949388418102°E                                                         |                                                      |                                                 | Modifica les dades a Wikidata |
|        | Can Pla                           | masia                         | Parets del Vallès         |                      | enderrocat o destruït | 41° 34′ 29″ N, 2° 14′ 43″ E / 41.574638°N,2.245159°E                                                                        | bé integrant del patrimoni cultural català           |                                                 | Modifica les dades a Wikidata |
|        | Can Quildo                        | masia                         | Parets del Vallès         |                      |                       | 41° 33′ 42″ N, 2° 12′ 51″ E / 41.5617341091568°N,2.21423565066614°E                                                         |                                                      |                                                 | Modifica les dades a Wikidata |
|        | Can Ramon                         | masia                         | Parets del Vallès         |                      |                       | 41° 34′ 19″ N, 2° 13′ 01″ E / 41.5719033386908°N,2.21688315822752°E                                                         |                                                      |                                                 | Modifica les dades a Wikidata |
|        | Can Roget                         | masia                         | Parets del Vallès         |                      |                       | 41° 34′ 01″ N, 2° 13′ 55″ E / 41.567022°N,2.231859°E                                                                        |                                                      |                                                 | Modifica les dades a Wikidata |
|        | Can Romeu                         | masia                         | Parets del Vallès         |                      |                       | 41° 34′ 27″ N, 2° 14′ 54″ E / 41.574164°N,2.248427°E                                                                        | bé cultural d'interès local                          | Can Romeu (Parets del Vallès)                   | Modifica les dades a Wikidata |
|        | Can Ros                           | masia                         | Parets del Vallès         |                      |                       | 41° 34′ 12″ N, 2° 13′ 34″ E / 41.5700647667615°N,2.22603294411544°E                                                         |                                                      |                                                 | Modifica les dades a Wikidata |
|        | Can Rosset                        | masia                         | Parets del Vallès         |                      |                       | 41° 34′ 16″ N, 2° 13′ 36″ E / 41.571007°N,2.226715°E                                                                        |                                                      |                                                 | Modifica les dades a Wikidata |
|        | Can Serra                         | masia                         | Parets del Vallès         |                      |                       | 41° 34′ 20″ N, 2° 13′ 50″ E / 41.5721°N,2.23049°E                                                                           | bé cultural d'interès local                          | Can Serra (Parets del Vallès)                   | Modifica les dades a Wikidata |
|        | Can Teixa                         | masia                         | Parets del Vallès         |                      |                       | 41° 34′ 07″ N, 2° 12′ 56″ E / 41.5685351669543°N,2.21564048814147°E                                                         |                                                      |                                                 | Modifica les dades a Wikidata |
|        | Can Torrents                      | masia                         | Parets del Vallès         |                      |                       | 41° 33′ 33″ N, 2° 14′ 18″ E / 41.559097°N,2.238432°E                                                                        | bé cultural d'interès local                          |                                                 | Modifica les dades a Wikidata |
|        | Can Turull                        | masia                         | Parets del Vallès         | 117                  |                       | 41° 34′ 39″ N, 2° 13′ 51″ E / 41.577585°N,2.230954°E                                                                        |                                                      |                                                 | Modifica les dades a Wikidata |
|        | Can Vileta                        | masia                         | Parets del Vallès         |                      |                       | 41° 34′ 36″ N, 2° 13′ 58″ E / 41.5767126874675°N,2.23283895314248°E                                                         |                                                      |                                                 | Modifica les dades a Wikidata |
|        | Casa del Tren                     | masia                         | Parets del Vallès         | 67                   |                       | 41° 32′ 45″ N, 2° 13′ 58″ E / 41.545918°N,2.232838°E                                                                        | bé cultural d'interès local                          | Casa del Tren                                   | Modifica les dades a Wikidata |
|        | Casanova de Can Vila              | masia                         | Parets del Vallès         |                      |                       | 41° 33′ 27″ N, 2° 12′ 56″ E / 41.5575102995532°N,2.21564189646743°E                                                         |                                                      |                                                 | Modifica les dades a Wikidata |
|        | el Forn                           | masia                         | Parets del Vallès         |                      |                       | 41° 34′ 35″ N, 2° 13′ 35″ E / 41.5763354007121°N,2.22626996326609°E                                                         |                                                      |                                                 | Modifica les dades a Wikidata |
|        | la Torre del Dipòsit              | masia                         | Parets del Vallès         |                      |                       | 41° 33′ 30″ N, 2° 14′ 19″ E / 41.5582329336901°N,2.23872976211266°E                                                         |                                                      |                                                 | Modifica les dades a Wikidata |
|        | torre d'en Malla                  | masia                         | Parets del Vallès         | 102                  |                       | 41° 33′ 50″ N, 2° 12′ 41″ E / 41.563939°N,2.211325°E                                                                        | bé cultural d'interès local                          | Torre d'en Malla                                | Modifica les dades a Wikidata |
|        | Torre de Can Moragues             | masia                         | Parets del Vallès         | 86                   |                       | 41° 34′ 09″ N, 2° 14′ 24″ E / 41.5691°N,2.2399°E                                                                            | bé cultural d'interès local                          | Torre de Can Moragues                           | Modifica les dades a Wikidata |
|        | Vila-rosal                        | masia                         | Parets del Vallès         |                      |                       | 41° 34′ 50″ N, 2° 12′ 24″ E / 41.580604°N,2.20675°E                                                                         | bé cultural d'interès local                          | Vila-rosal                                      | Modifica les dades a Wikidata |